# Saison 3 de Top Chef
La troisième saison de Top Chef, émission de télévision franco-belge de télé-réalité culinaire, a été diffusée sur M6 et sur RTL-TVI du 30 janvier 2012 au 9 avril 2012. Elle a été animée par Stéphane Rotenberg.
Jean Imbert (30 ans) a remporté cette édition et les 100 000 €.

## Production et organisation
L'émission est présentée par Stéphane Rotenberg. Les épreuves sont également commentées en voix off par Olivier Peigné.
L'émission est réalisée par Sébastien Zibi et Olivier Ruan pour Zeddes Prod et produite par la société de production Studio 89 Productions.
La musique de générique est composée par Romain Séo.

## Principe
Après un casting réalisé en France et en Belgique, quatorze espoirs de la cuisine s'affrontent dans différentes épreuves jugées par des jurys composés de chefs renommés ou de personnalités diverses, pour tenter de devenir le « Top Chef » de l'année et remporter 100 000 €.
Chaque semaine, un candidat est éliminé par le jury en fin d'émission, l'effectif des candidats se réduisant jusqu'à la finale qui voit s'affronter les trois derniers d'entre eux. La première émission fait exception avec deux candidats éliminés.

## Participants

### Jury
Le jury est composé des chefs Ghislaine Arabian, Thierry Marx, Christian Constant et Jean-François Piège. Le chef Cyril Lignac intervient comme coach et juré sur les épreuves Coup de feu. Le jury comprend également des personnalités invitées ponctuellement en fonction des thèmes des épreuves.

### Candidats
La saison 3 de Top Chef comprend quatorze candidats,,,,,. C'est le même nombre que lors de la saison précédente. Cependant, lors de la saison 3, seuls deux candidats sont éliminés lors du premier épisode (trois lors des deux premières saisons), ce qui entraîne l'allongement de la saison 3 à onze épisodes.
| Candidats | Candidats           | Âge    | Localisation         | Métier                                                                                             | Statut                      |
| --------- | ------------------- | ------ | -------------------- | -------------------------------------------------------------------------------------------------- | --------------------------- |
| ♂         | Jean Imbert         | 30 ans | Paris                | Chef de son restaurant l'Acajou                                                                    | Vainqueur                   |
| ♂         | Cyrille Zen         | 32 ans | Coudes               | Chef de la Bergerie de Sarpoil (1 étoile) à Saint-Jean-en-Val (Puy-de-Dôme)                        | Finaliste                   |
| ♂         | Norbert Tarayre     | 30 ans | Orange               | Second d'un restaurant 1 étoile, chef à la Grotte d'Auguste                                        | Finaliste                   |
| ♀         | Tabata Bonardi      | 33 ans | Lyon                 | Chef de son restaurant T-Maki Shop                                                                 | Éliminée le 2 avril 2012    |
| ♀         | Noémie Honiat       | 22 ans | Saint-Laurent-du-Var | Chef de partie dans l'hôtel 5 étoiles Eden-Roc à Antibes                                           | Éliminée le 26 mars 2012    |
| ♂         | Carl Gillain        | 23 ans | Namur                | Concepteur culinaire à l'Air du temps (2 étoiles) à Noville-sur-Mehaigne                           | Éliminé le 19 mars 2012     |
| ♂         | Julien Burbaud      | 27 ans | Paris                | Sous-chef du restaurant gastronomique le Caius                                                     | Éliminé le 12 mars 2012     |
| ♂         | Denny Imbroisi      | 24 ans | Paris                | Second du restaurant Jules Verne (1 étoile)                                                        | Éliminé le 5 mars 2012      |
| ♂         | Ruben Sarfati       | 18 ans | Paris                | Étudiant (cuisinier amateur), gagnant du « Dîner presque parfait - la meilleure équipe de France » | Éliminé le 27 février 2012  |
| ♂         | Juan Arbelaez       | 23 ans | Paris                | Demi-chef de partie dans le palace le Bristol                                                      | Éliminé le 20 février 2012  |
| ♂         | Florent Pietravalle | 23 ans | Arles                | Second du restaurant l'Atelier de Jean-Luc Rabanel (2 étoiles)                                     | Éliminé le 13 février 2012  |
| ♂         | Mehdi Kebboul       | 31 ans | Paris                | Chef cuisinier, en création d'entreprise                                                           | Abandon le 6 février 2012   |
| ♂         | Gérald Guille       | 27 ans | Le Touquet           | Sous-chef du restaurant le Westminster (1 étoile)                                                  | Éliminé le 30 janvier 2012  |
| ♀         | Amélie Langlais     | 28 ans | Annecy               | Seconde au restaurant végétarien et bio Nature et Saveurs                                          | Éliminée le 30 janvier 2012 |

## Déroulement des émissions

### Épisode 1 - Les duels de plats libres et lesGrosses Têtes
Cet épisode est diffusé pour la première fois le lundi 30 janvier 2012.

#### 1reépreuve: les duels
Les quatorze candidats de cette nouvelle saison sont accueillis par Cyril Lignac dans les vestiaires de Top Chef puis sont conduits dans la cuisine où les attendent Stéphane Rotenberg et les quatre chefs du jury Ghislaine Arabian, Thierry Marx, Christian Constant et Jean-François Piège.
Après que les candidats se sont placés sur les deux rangées de plans de travail, Stéphane Rotenberg leur annonce qu'ils ont constitué sans le savoir, en se plaçant librement, les deux équipes de la première épreuve : une rangée sera l'équipe rouge, comprenant Norbert, Jean, Medhi, Florent, Tabata, Cyrille et Carl ; la rangée lui faisant face sera l'équipe noire avec Noémie, Denny, Julien Juan, Gérald, Amélie et Ruben. Chaque candidat affrontera en duel le candidat lui faisant face dans l'équipe adverse. Les candidats de l'équipe qui remportera le plus de duels se qualifieront pour la semaine suivante, tandis que l'équipe perdante verra deux de ses membres éliminés, dont un directement à la fin de l'épreuve.
Les duels ont ensuite lieu à tout de rôle dans la cuisine, les candidats disposant à chaque fois de 45 min pour préparer un plat libre, avec leurs propres ingrédients.
Les assiettes sont dégustées à l'aveugle par les quatre chefs dans les vestiaires de Top Chef, en présence des deux duellistes, les chefs délibérant et donnant leur choix d'assiette immédiatement après dégustation. Les chefs donnent leur avis individuellement : pour six duels une assiette est à chaque fois préférée à l'unanimité des quatre chefs, mais lors du duel de Jean face à Denny, Thierry Marx est le seul à préférer le plat de Jean.
| Équipe rouge | Équipe rouge                                                     | Équipe noire | Équipe noire                                                                 | Vainqueur |
| Candidat     | Plat présenté                                                    | Candidat     | Plat présenté                                                                | Vainqueur |
| ------------ | ---------------------------------------------------------------- | ------------ | ---------------------------------------------------------------------------- | --------- |
| Cyrille      | Râble de lièvre rôti et ses légumes racines                      | Gérald       | Turbot, cappuccino de girolles et oignons caramélisés                        | Cyrille   |
| Norbert      | Carré de porc, chou rouge au wasabi et soja, purée de potimarron | Noémie       | Chartreuse de poivrons et sa mousseline de Saint-Jacques                     | Noémie    |
| Mehdi        | Daurade rôtie et son risotto andalou                             | Julien       | Filet de canette au moromi et bouillon thaï                                  | Mehdi     |
| Carl         | Sardines marinées, choux et terre comestible                     | Ruben        | Saint-Jacques snackées et mousseline de céleri au thé fumé                   | Ruben     |
| Florent      | Filet de taureau grillé et légumes du jardin                     | Juan         | Trio de veau, carottes au miel et son tartare fraîcheur                      | Florent   |
| Jean         | Saint-Jacques à l'orange, à l'endive caramélisée et à la vanille | Denny        | Filet de lieu jaune, vierge de sésame et légumes glacés                      | Denny     |
| Tabata       | Filet de Saint-pierre, cocos de Paimpol et coques au lait fumé   | Amélie       | Pintade au gingembre et à l'orange, purée de légumes et coulis de cacahuètes | Tabata    |

C'est l'équipe rouge qui remporte l'épreuve, avec quatre victoires contre trois. Dans l'équipe perdante, les chefs doivent juger lequel des sept plats a été le plus faible, ce qui entraînera l'élimination du candidat l'ayant réalisé. Les candidats, ayant concouru à tour de rôle, ignorent encore l'issue des duels de leurs coéquipiers et le score final.
Cyril Lignac annonce d'abord la victoire des rouges à Norbert dans les vestiaires et lui remet la veste de cuisine et la mallette de couteaux Top Chef. Il le charge ensuite de transmettre la nouvelle à ses coéquipiers. Norbert fait entrer successivement Mehdi, Carl, Tabata, Cyrille, Florent et Jean dans les vestiaires, et pour chaque entrant il annonce la victoire et lui remet tablier et mallette. Ces sept candidats intègrent la « promotion Top Chef 2012 » et gagnent l'immunité pour cette première semaine, en étant directement qualifiés pour le 2e episode du concours.
Les sept candidats de l'équipe noire entrent dans la cuisine de Top Chef pour la cérémonie du tirage des couteaux en face de Stéphane Rotenberg et des quatre chefs. Ils tirent simultanément leurs couteaux. Six d'entre eux découvrent une lame acier, synonyme de qualification. Amélie tire une lame orange indiquant qu'elle est éliminée du concours.

#### 2eépreuve: les plats préférés des Grosses Têtes
Les six candidats restants de l'équipe noire : Gérald, Noémie, Julien, Ruben, Juan et Denny, vêtus des vestes de cuisine Top Chef, sont accueillis par Stéphane Rotenberg dans les studios de la radio RTL pendant l'émission Les Grosses Têtes présentée par Philippe Bouvard avec Jacques Mailhot, Bernard Mabille et Chantal Ladesou. Ils sont rejoints par les quatre chefs et ces derniers annoncent les trois binômes formés pour l'épreuve à venir : Noémie et Denny, Juan et Julien, Gérald et Ruben.
Chaque binôme dispose d'1h30 pour revisiter les plats préférés des « Grosses Têtes ». Les candidats cuisinent devant les locaux de RTL, rue Bayard, tandis que les chefs suivent l'épreuve depuis un écran.
| N° | Candidats       | Plat à revisiter  | Grosse Tête testant le binôme |
| -- | --------------- | ----------------- | ----------------------------- |
| 1  | Noémie et Denny | Hachis parmentier | Chantal Ladesou               |
| 2  | Juan et Julien  | Gigot-flageolets  | Jacques Mailhot               |
| 3  | Gérald et Ruben | Tomate farcie     | Bernard Mabille               |

Pendant que les candidats travaillent, les Grosses Têtes viennent les tester avec des questions. C'est d'abord Chantal Ladesou qui vient poser une question à Noémie et Denny. S'ils répondent mal, ils seront pénalisés et devront laisser leurs fourneaux à Chantal Ladesou pendant dix minutes ; s'ils répondent correctement ils pourront pénaliser une autre équipe de la même façon. Noémie trouve la bonne réponse à la question « en cuisine, qu'est-ce qu'une abaisse ? » et le binôme décide de pénaliser Gérald et Ruben. Ces derniers n'ont le droit de toucher à rien pendant dix minutes et ne peuvent que dire à Chantal Ladesou les gestes qu'elle doit faire.
Après la pénalité, Gérald et Ruben reçoivent la visite de Bernard Mabille qui pose à son tour une question : « quel rôle tient le communard dans une brigade de cuisine ? ». Ruben trouve la bonne réponse et le binôme décide de pénaliser Denny et Noémie.
Enfin Jacques Mailhot vient voir Juan et Julien et leur demande : « en cuisine, quel est l'autre nom de la toilette ? ». Le binôme ne trouve pas la réponse et doit laisser Jacques Mailhot cuisinier à leur place pendant dix minutes.
Les plats sont dégustés par Philippe Bouvard, Chantal Ladesou, Bernard Mabille et Jacques Maillhot en présence des candidats. Ils sont également dégustés à part par les quatre chefs. Chacun des deux jurys doit désigner l'assiette qui l'a le moins convaincu. Les deux verdicts sont dévoilés aux candidats par un double tirage de couteaux en présence des chefs. Les binômes tirent d'abord la lame correspondant au verdict des Grosses Têtes et ce sont Gérald et Ruben qui tirent une lame orange. Ils partent donc en Dernière chance. Le tirage du second couteau révèle que c'est un autre plat, celui de Noémie et Denny, qui a déplu aux chefs. Ces deux candidats partent également en Dernière chance tandis que Juan et Julien sont qualifiés pour la suite du concours.

#### Dernière chance
Pour l'épreuve de la Dernière chance, Denny, Gérald, Ruben et Noémie ont 1h pour cuisiner un plat à base de coquillages et de crustacés. Pendant l'épreuve, Noémie se coupe un doigt. En difficulté à la fin de l'épreuve, elle reçoit l'aide de Denny pour son dressage.
A la fin du temps imparti, les plats sont dégustés à l'aveugle par Ghislaine Arabian, Thierry Marx, Christian Constant et Jean-François Piège. Les quatre candidats arrivent ensuite devant les chefs pour entendre leur verdict. Les quatre chefs ont eu un coup de cœur pour l'espuma de pois chiches et salade de pouces-pieds. C'est le plat de Ruben, ce dernier est donc qualifié pour la suite du concours. Le jury qualifie ensuite les langoustine et Saint-Jacques snackées, pistou à la Genovese de Denny. L'élimination se joue entre Noémie et Gérald. La ballotine de la mer et son tian provençal a déçu par son dressage et le duo de Saint-Jacques et langoustine, purée de potimarron a déçu par son goût. C'est le second plat qui est éliminé, entraînant l'élimination de Gérald,,,,,.

### Episode 2 - Les duels contre des candidats de la saison 2, la «Boîte noire», le menu d'anniversaire de mariage
Cet épisode est diffusé pour la première fois le lundi 6 février 2012.

#### 1reépreuve
Les douze candidats encore en lice sont rassemblés dans les vestiaires de Top Chef où ils reçoivent la visite de Cyril Lignac et de Stéphane Rotenberg. Il leur est proposé un défi de type « quitte ou double ». Deux d'entre eux iront affronter en duel l'un des deux finalistes de la deuxième saison, Fanny et Pierre Sang, à partir d'un panier préparé par leur adversaire et dont ils devront utiliser tous les ingrédients. En cas de victoire sur son duel, le candidat est directement qualifié en 3e semaine ; en revanche, en cas de défaite, il ira directement en épreuve de la dernière chance.
Fanny présente son panier composé de pigeon, Saint-Jacques, endives, cèpes et pommes de terre. Mehdi, Ruben et Juan sont prêts à relever le défi sur ce panier et Fanny choisit d'affronter Mehdi. Pierre Sang présente à son tour son panier contenant du jarret, filet et ris de veau, des champignons, des carottes jaunes et de la polenta. Denny et Juan se manifestent et Pierre Sang choisit Denny comme adversaire.
Les candidats ont 1h30 pour réaliser leur plat. À partir du panier de Fanny, Mehdi réalise un pigeon dans son jus, gnocchi au basilic et Saint-Jacques sur lit de cèpes tandis que Fanny réalise un carpaccio de cèpes et de Saint-Jacques, noix de Saint-Jacques fourrée au pigeon. Avec le panier de Pierre Sang, Denny prépare une espuma de polenta, croquette de jarret de veau et légumes croquants et Pierre Sang une variation de veau et ses légumes croquants.
Pendant ce temps, Stéphane Rotenberg annonce aux dix candidats restés dans les vestiaires qu'ils seront les jurés de l'épreuve, en dégustant les plats à l'aveugle. Les 10 candidats-jurés annoncent ensuite leur vote aux quatre duellistes.
| Juré    | Panier de Fanny | Panier de Fanny | Panier de Pierre Sang | Panier de Pierre Sang |
| Juré    | Plat de Mehdi   | Plat de Fanny   | Plat de Denny         | Plat de Pierre Sang   |
| ------- | --------------- | --------------- | --------------------- | --------------------- |
| Juan    | 1               |                 |                       | 1                     |
| Florent | 1               |                 |                       | 1                     |
| Jean    |                 | 1               |                       | 1                     |
| Carl    | 1               |                 |                       | 1                     |
| Noémie  | 1               |                 |                       | 1                     |
| Ruben   |                 | 1               |                       | 1                     |
| Tabata  |                 | 1               |                       | 1                     |
| Julien  |                 | 1               |                       | 1                     |
| Norbert |                 | 1               | 1                     |                       |
| Cyrille |                 | 1               |                       | 1                     |
| Total   | 4               | 6               | 1                     | 9                     |

Mehdi et Denny, ayant perdu leurs duels, sont envoyés directement en épreuve de la dernière chance.
Les dix autres candidats sont divisés en deux groupes qui doivent chacun passer une épreuve différente.
Le premier groupe, composé de Julien, Norbert, Cyrille, Ruben, Florent et Tabata reste dans les studios de Top Chef pour faire face à une épreuve inédite et déstabilisante : la boîte noire. C'est la première apparition de la boîte noire dans le concours, devenue depuis une épreuve classique de l'émission. Le second groupe comprenant Jean, Juan, Noémie et Carl se rend au château de Chantilly.

#### Épreuve de la boîte noire
Julien, Norbert, Cyrille, Ruben, Florent et Tabata prennent un repas avec Cyril Lignac dans un restaurant, situé rue Quincampoix à Paris, où l'on mange dans l'obscurité totale. De retour dans les vestiaires de Top Chef, ils essayent d'imaginer quel thème d'épreuve pourrait bien se rapprocher de l'expérience qu'ils viennent de partager.
Les candidats sont répartis en deux trinômes : l'équipe 1 comprend Florent, Ruben et Tabata face à l'équipe 2 composée de Norbert, Cyrille et Julien. Ils sont ensuite accueillis dans la cuisine de Top Chef par les chefs Thierry Marx et Jean-François Piège. Le but de l'épreuve est de reconstituer à l'identique un plat de Jean-François Piège présenté dans une chambre noire cubique, montée au milieu de la cuisine.
Deux candidats de chaque trinôme entrent pendant cinq minutes dans la boîte noire pour essayer de reconnaître, dans l’obscurité totale, le plat qui est un œuf mariné au vinaigre de Xérès et soja (avec des légumes autour) : l'équipe 1 envoie Tabata et Florent puis l'équipe 2 envoie Cyrille et Julien dans la boîte noire. Après être passées au garde-manger, les équipes se mettent au travail. L'équipe 2 est en plein doute, ayant surtout reconnu les légumes en périphérie de l'assiette tandis que l'équipe 1 pense avoir bien identifié au centre de l'assiette un œuf sous une raviole faite de gelée d'eau de concombre (alors que c'est un film de blanc manger de fromage blanc). Après un certain temps, Thierry Marx invite le troisième candidat de chaque binôme à aller découvrir le plat à son tour dans la boîte noire. Ruben trouve de nouveaux ingrédients et pense que le jaune d’œuf est cru mais, malgré ses doutes, il ne remet pas en cause la piste erronée de la gelée d'eau de concombre. Norbert reconnaît l’œuf au centre de l'assiette et met son équipe sur la piste d'un œuf poché.
Un peu plus tard, Jean-François Piège donne des indices sur le plat : le plat contient un œuf reconstitué ; le jaune d’œuf est cuit mais ni par une flamme, ni par une source de chaleur ; le blanc n'est pas de l’œuf. L'équipe 1 comprend que le jaune est cuit par l'acidité et abandonne la gelée de concombre au profit d'une gelée de lait au raifort. Dans l'équipe 2, Norbert comprend qu'il y a un blanc manger, et Cyrille lance un blanc manger lait-parmesan tandis que Norbert part sur une cuisson des jaunes d’œuf au gros sel. En fin d'épreuve, Thierry Marx annonce qu'un candidat par binôme pourra aller regarder le visuel du plat pendant trois secondes et ce sont Tabata et Julien qui entrent ensemble dans la boîte noire. Au moment du dressage, l'équipe 1 constate que sa gelée de lait n'a pas prise en cellule. Le dressage de l'équipe 2 se passe également dans la difficulté puisque les candidats n'arrivent pas à enlever la croûte de sel des jaunes d’œuf. Ils les remplacent en dernière minute par des jaunes d’œuf crus.
Chaque équipe apporte son assiette aux chefs Thierry Marx et Jean-François Piège dans les vestiaires de Top Chef, puis découvre l'assiette originale, avant de se retirer avant la dégustation. Les chefs trouvent l'assiette de l'équipe 1 plus proche de l'originale par le goût et celle de l'équipe 2 plus proche par le visuel. Le verdict est annoncé aux candidats par une cérémonie de tirage des couteaux. L'équipe 1 tire une lame orange. Tabata, Ruben et Florent rejoindront donc Denny et Mehdi en Dernière chance. Norbert, Cyrille et Julien sont qualifiés pour la semaine suivante.

#### Le menu d'anniversaire de mariage
Les quatre derniers candidats, Jean, Noémie, Juan et Carl sont accueillis au château de Chantilly par Stéphane Rotenberg, Christian Constant et Ghislaine Arabian. Ils doivent revisiter en 3h les plats qui ont beaucoup compté pour les trois couples invités qui fêtent leur anniversaire de mariage. Pour cela, ils s'affrontent en binôme : Jean et Juan font face à Noémie et Carl. Cédric et Damien, pacsés depuis 5 ans, demandent aux candidats de revisiter l'entrée du buffet de réception de leur PaCS : l'ensaladilla rusa ; Roger et Alice, mariés depuis 50 ans, leur demandent de réaliser un coquelet rôti moderne ; enfin, Émilie et Harald, mariés depuis un an, attendent des candidats qu'ils revisitent le dessert de leur mariage, un macaron noisette aux framboises.
Les candidats se lancent dans leurs préparations. Au bout d'un moment, Stéphane Rotenberg demande aux binômes de servir les entrées au couple pacsé. Carl et Noémie, qui ont eu un problème avec leurs plaques à induction, envoient leurs assiettes avec des légumes qui n'ont pas eu le temps de cuire. Le couple pacsé est déçu par les deux entrées. Ghislaine Arabian et Christian Constant, qui dégustent séparément, sont également déçus. Plus tard, les binômes servent les plats au couple âgé. Celui-ci est déçu par le plat de Noémie et Carl, mais les chefs le trouvent au contraire bien réalisé, avec une cuisson rosée réussie. L'épreuve se termine avec le service des desserts. Le jeune couple apprécie les deux desserts. Les chefs également, avec un net coup de cœur pour celui de Noémie et Carl.
Les quatre candidats prennent connaissance du verdict par une cérémonie de tirage de trois couteaux. : un couteau représente le vote des invités, un autre celui de Christian Constant et le troisième celui de Ghislaine Arabian. Jean et Juan découvrent en tirant la première lame qu'ils ont remporté le vote des couples. En effet, leur entrée et leur plat ont été préférés à ceux de leurs adversaires, qui ne les ont devancés que sur le dessert. Mais le tirage des deux autres lames révèle que c'est Noémie et Carl qui ont remporté le vote de chacun des chefs. Juan et Jean partent donc à leur tour en Dernière chance.

#### Dernière chance
Jean, Juan, Tabata, Ruben, Florent, Denny et Mehdi ont 1 h pour sublimer du lapin. Jean se sent peu inspiré par le lapin, qu'il ne cuisine pas habituellement. Ruben lance ses cuissons avec un peu de retard et n'arrive pas à poser toutes les pièces qu'il avait prévu, faute de temps.
Après la dégustation à l'aveugle par les quatre chefs, les sept candidats se présentent pour entendre le verdict. Thierry Marx annonce que quelques plats sont au-dessus du lot : le lapin confit grillé, purée de carottes orange, le lapin du terroir, petite influence asiatique, le râble de lapin, courgette farcie et jus moutardé, et enfin le lapin, aubergines et carottes. Ce sont les plats de, respectivement, Denny, Juan, Tabata et Jean, qui sont donc qualifiés pour la semaine suivante.
Pour les trois plats restants, le jury a eu des réserves. Christian Constant précise que le lapin retour des vendanges (plat de Mehdi) était un peu simple et n'était pas du niveau attendu dans Top Chef et que le râble de lapin et ses petits légumes (plat de Florent) était un peu trop dépouillé. Enfin, le « Tout lapin », artichauts et consommé épicé  (plat de Ruben) présentait des défauts de réalisation. Thierry Marx annonce enfin que le plat éliminé est le râble de lapin et ses petits légumes, ce qui entraîne l'élimination de Florent et la qualification de Ruben et Mehdi.
Avant qu'ils ne soient invités par Stéphane Rotenberg à retrouver leurs coéquipiers aux vestiaires, Ruben et Mehdi sont de nouveau mis en garde par les chefs sur le niveau de leurs réalisations, ce qui visiblement touche beaucoup Mehdi. Dans les vestiaires, Mehdi annonce à ses coéquipiers qu'il décide d'abandonner le concours. Les chefs réintègrent alors Florent et Mehdi quitte la compétition,,,,.

### Épisode 3 - Le plat pour les proches et dix heures de défis au cirque Fratellini
Cet épisode est diffusé pour la première fois le lundi 13 février 2012.

#### Épreuve coup de feu
Les onze candidats sont rejoints dans les vestiaires de Top Chef par Stéphane Rotenberg et Cyril Lignac qui leur annoncent que l'épreuve consistera à réaliser un plat en hommage à leurs proches. Les candidats disposeront d'une heure pour cuisinier et devront transférer dans ce plat le plus possible de sensibilité et d'émotions. Les candidats découvrent ensuite, dans leur vestiaire, une lettre de soutien du proche (parent ou conjoint selon les candidats) pour qui ils vont cuisinier.
Julien se lance dans un plat doux et coloré, un filet de barbue, mousseline de topinambours, coques et magret de canard qu'il dédicace à sa fiancée Kim. Noémie travaille le pigeon, l'ingrédient préféré de sa maman Esther, sous la forme d'un pigeon monté en œuf et sa panisse fondante. Norbert décide de revisiter les moules-frites de son enfance en hommage à sa maman Marie-Christine, et réalise un terre-mer de bœuf et moules marinières. Denny prépare un plat pour son père Francesco, des linguine aux cèpes et aux langoustines et son bouillon de crustacés. Tabata réalise une soupe traditionnelle corse aux produits de pays pour son mari corse Benjamin Bonardi. Jean veut réaliser pour sa maman Evelyne un plat qui ressemble à un bouquet de fleurs, un tartare de thon rouge aux fruits de la passion et ses légumes en fleur. Carl veut réaliser un plat festif qui ait du caractère pour son papa Bernard, des makis d'huîtres au champagne et dés de porc pluma bellota. Ruben réalise une raie poêlée, tagliatelles aux agrumes et écume de beurre pour sa maman Laurence. Juan fait un poulet rôti, langoustine à la carbonara et légumes du jardin pour sa fiancée et Cyrille réalise en hommage à sa femme Audrey un filet de turbot truffé, patate douce au lait de coco et tomates en pommes d'amour.
Les plats sont dégustés par Cyril Lignac, accompagné pour chacun des plats par le proche du candidat concerné. Les proches goûtent et défendent le plat fait en leur hommage, mais seul Cyril Lignac est juge, tandis que les candidats suivent les dégustations sur écran depuis les vestiaires. Après dégustation, les candidats et leurs proches sont rassemblés dans la cuisine de Top Chef pour écouter le verdict de Cyril Lignac. Ce dernier a distingué trois plats, celui de Cyrille, celui de Tabata et celui de Jean. Et c'est Cyrille qui est finalement désigné vainqueur de cette épreuve : il est directement qualifié pour la 4e semaine du concours, et peut passer une soirée avec sa femme dans un palace dont les cuisines sont tenues par Thierry Marx.

#### 2eépreuve
Les dix autres candidats se retrouvent dans l'arène du cirque Fratellini et sont placés sur des postes de travail placés en arc-de-cercle autour de la piste. Ils vont devoir relever une série de défis durant plus de 10 heures, à l'issue desquels l'un d'entre eux sera éliminé.
Le premier défi est proposé par Ghislaine Arabian. Elle demande aux candidats de cuisiner en 45 minutes un plat composé exclusivement de légumes, en utilisant entièrement les légumes choisis, y compris les fanes et les épluchures. Après avoir fait le tour des postes et dégusté, Ghislaine Arabian indique que les deux plats qu'elle a préférés sont d'une part celui de Jean avec son jus de carotte émulsionné en crème, et celui de Denny, caractérisé par une « explosion de saveurs et un assaisonnement parfait ». Elle choisit finalement Jean, qui est donc qualifié pour la semaine suivante et peut quitter l'arène.
Pour le second défi, Christian Constant propose aux neuf candidats de réaliser en vingt minutes une omelette blanche à l'extérieur, jaune à l'intérieur, agrémentée d'un jaune filé. Christian Constant fait le tour des postes. Carl, très déçu de sa préparation, présente une assiette vide. Les omelettes de Florent et de Juan sortent du lot, et c'est à ce dernier que Christian Constant attribue la victoire. Juan quitte à son tour l'arène.
C'est ensuite au tour de Jean-François Piège de proposer une épreuve aux huit candidats restants. Les candidats doivent assaisonner une viande sans utiliser de sel. Les deux assiettes jugées les plus séduisantes sont celles de Noémie (qui a salé à la sauce anglaise) et de Julien (qui a salé avec de la sauce soja). Noémie est finalement désignée gagnante du défi et rejoint Jean et Juan hors de l'arène.
Les sept candidats restants sont en cuisine depuis plus de quatre heures. Pour le quatrième défi, Thierry Marx leur demande de revisiter la forêt noire en réalisant un biscuit sans cuisson. Le chef leur indique qu'il y a une astuce entre l'eau, le chocolat et la gélification et leur laisse 35 minutes. Des pompes à vide sont mises à leur disposition. Après avoir fait le tour des postes de travail, le chef trouve que les gâteaux de Carl et de Julien sont les plus convaincants, et c'est Carl, qui a déjà pratiqué la cuisine moléculaire, qui est à son tour qualifié pour la semaine suivante.
Pour le défi suivant, les six candidats restants sont répartis en trois binômes. Ils doivent cuisiner en 1h30 une entrée et un plat à base d'un même légume choisi au hasard. Tabata et Denny récupèrent la betterave et cuisinent une bavaroise de betterave, fane de betterave en tempura suivie d'un cœur de betterave cuit en croûte de sel. Ruben et Julien tirent le céleri. Ils réalisent un café gourmand de céleri en entrée suivi d'une raviole de céleri. Norbert et Florent travaillent l'oignon avec une soupe à l'oignon revisitée en entrée et un délice d'oignon cuit en croûte de sel en plat. Les entrées et plats sont jugés par les quatre chefs sur la table de dégustation amenée dans l'arène. Le verdict de cette épreuve est annoncé par un tirage de couteaux. Ruben et Julien tirent une lame acier indiquant qu'ils remportent le défi et sont qualifiés pour la suite du concours.
Tabata, Denny, Norbert et Florent sont en cuisine depuis près de dix heures et vont devoir s'affronter dans un ultime défi. Ils doivent réaliser en trente minutes un dessert sucré à base du légume de l'équipe gagnante du précédent défi, c'est-à-dire le céleri. Les réalisations des candidats sont dégustées à l'aveugle par les quatre chefs dans l'arène avant que les candidats ne reviennent écouter le verdict. Thierry Marx annonce que deux desserts leur ont particulièrement plu : le céleri rave glacé au jus de céleri vert et le céleri cuit et cru. Ce sont les plats de respectivement Denny et Norbert qui sont donc qualifiés pour la suite du concours. L'élimination se joue entre le mille-feuille de céleri à ma façon de Tabata et la panacotta de céleri de Florent. Ghislaine Arabian indique que c'est la pannacota qui est éliminée, ce qui entraîne l'élimination de Florent,,,,.

### Épisode 4 - L'épreuve des enfants, le vœu de silence et l'épreuve des desserts
Cet épisode est diffusé pour la première fois le lundi 20 février 2012.

#### Épreuve coup de feu
Les dix candidats sont rejoints dans les vestiaires de Top Chef par Stéphane Rotenberg, Cyril Lignac et l'auteur et designer culinaire Mélanie Montagné. Ils doivent réaliser en une heure trente un bento représentant un personnage ou une histoire, pour cinq enfants de huit ans, avec un repas équilibré.
Ruben prévoit un bento avec du ketchup maison qui doit dégager un nuage de fumée à l'ouverture. Jean prévoit un bento qui représente en poivrons et navets la fusée de l'univers de Tintin. Cyrille, inspiré par son fils, réalise un véhicule. Noémie propose un bento de la mer qui représente un poisson rouge.
À quelques minutes de la fin de l'épreuve, Stéphane Rotenberg annonce aux candidats que seuls les cinq plus beaux bentos, sélectionnés au visuel, seront dégustés. Les dix bentos sont ensuite présentés aux cinq enfants qui choisissent leur préféré à tour de rôle. Alors que l'effet « fumée » du bento de Ruben rate, le premier enfant choisit le bento de Cyrille. Le second enfant choisit celui de Denny parmi les neuf restants. Sont choisis ensuite, dans l'ordre, les bentos de Jean, Tabata et Norbert.
Les cinq bentos retenus au visuel sont ensuite dégustés par les cinq enfants avec Cyril Lignac. 
| Candidat | Composition                                                                         | Intitulé du bento | Sélection au visuel            | Choix à la dégustation                             |
| -------- | ----------------------------------------------------------------------------------- | ----------------- | ------------------------------ | -------------------------------------------------- |
| Cyrille  | Rouleau de saumon, toast au fromage, riz blanc, petits fruits et légumes            | La ferme          | 1er bento sélectionné (Lucile) | Retenu par les enfants                             |
| Denny    | Spaghettis sauce poisson, langoustines panées au pop-corn                           | Petite souris     | 2e bento sélectionné (Lylou)   | Retenu par les enfants (qualifié par Cyril Lignac) |
| Jean     | Fusée poivron et navet, riz coloré, poulet mariné et salade tomate avocat           | Tintin            | 3e bento sélectionné (Quentin) | -                                                  |
| Tabata   | Vermicelles de riz colorés, chair à saucisse et petits légumes                      | Sur la pelouse    | 4e bento sélectionné (Yohan)   | -                                                  |
| Norbert  | Canard laqué, légumes verts et nouilles soba au sarrasin                            | Forêt             | 5e bento sélectionné (Owen)    | -                                                  |
| Juan     | Croque-monsieur, riz blanc et petits légumes                                        | Potager           | -                              | -                                                  |
| Julien   | Riz cantonais, canard laqué et pommes frites                                        | Émerveillement    | -                              | -                                                  |
| Noémie   | Tagliatelles colorées, œuf dur, omelette et petits légumes                          | De la Mer         | -                              | -                                                  |
| Carl     | Riz et mayonnaise au curcuma, légumes verts, saumon et omelette                     | Santé             | -                              | -                                                  |
| Ruben    | Saumon laqué au ketchup maison, pâtes au lait, crème glacée wasabi et légumes fumés | Japonais          | -                              | -                                                  |

Les bentos choisis sont goûtés par les enfants et par Cyril Lignac. Les enfants doivent choisir les deux bentos qu'ils préfèrent. Ils choisissent ceux de Denny et de Cyrille. Cyril Lignac doit les départager, et il désigne Denny vainqueur de l'épreuve. Denny emporte l'immunité et est donc assuré d'être qualifié pour la 5e semaine, mais participera quand même à la 2e épreuve.
Les dix candidats sont ensuite répartis en deux groupes disputant chacun une épreuve des chefs différente.

#### 1reépreuve des chefs: le vœu de silence au couvent
Norbert, Denny, Tabata, Cyrille, Julien, et Ruben arrivent au couvent Saint-Joseph-de-Cluny à Paris où ils sont accueillis par Ghislaine Arabian et Thierry Marx.
Les candidats s'affrontent par équipe : Tabata, Cyrille et Julien font face à Ruben, Denny et Norbert. Le but de l'épreuve est de cuisiner pour les sœurs un plat à base de saint-pierre avec des légumes venant du potager des sœurs et un dessert autour de la religieuse, tout en travaillant dans le respect du silence. Les candidats n'ont que trois minutes pour se parler au début de l'épreuve. Puis, au cours de l'épreuve, un candidat par équipe (Julien et Ruben) a la possibilité de parler à nouveau pendant une minute. Un autre candidat par équipe (Tabata et Denny) peut ensuite écrire des consignes sur un tableau pendant 2 minutes. Peu de temps avant la fin de l'épreuve, les candidats doivent observer une minute de recueillement, pause qui tombe mal pour Cyrille dont le caramel était en train de prendre.
Tabata, Cyrille et Julien présentent un saint-pierre, purée de chou-fleur, légumes de saison et soupe de céleri suivi d'une religieuse façon poire Belle-Hélène et nougatine. Ruben, Denny et Norbert servent un saint-pierre sauce pesto, légumes croquants et soupe de poisson et en dessert un trio de religieuses : chocolat-poire, vanille-caramel, pistache-abricot.
Les plats sont dégustés par les sœurs et par les chefs. Les quatre candidats prennent connaissance du verdict par une cérémonie de tirage de trois couteaux. : un couteau représente le vote des invités, un autre celui de Ghislaine Arabian et le dernier le vote de Thierry Marx. L'équipe de Tabata, Cyrille et Julien tire trois lames aciers, montrant qu'elle a fait l'unanimité auprès des sœurs et des chefs. Parmi les perdants, seuls Ruben et Norbert sont envoyés en épreuve de la dernière chance, Denny ayant l'immunité.

##### 2eépreuve des chefs: les desserts
Le chef pâtissier Christophe Michalak demande aux candidats du second groupe de revisiter deux desserts en 3 heures : la salade de fruits et l'île flottante. Le chef attend une salade de fruit « palace» et une île flottante « dantesque ».  Ils sont pour cela répartis en deux binômes : Noémie et Juan font face à Carl et Jean. Jean François Piège et Christian Constant ajoutent une instruction : les candidats doivent également réaliser un dessert salé, mais cette fois-ci individuellement ! L'assiette doit avoir l'aspect d'un dessert, mais être un plat.
Après que l'épreuve a débuté, Christophe Michalak annonce aux candidats qu'ils n'ont que 30 minutes pour envoyer la salade de fruits. Après dégustation de la salade de fruits par le chef, les candidats se lancent sur l'île flottante et le dessert salé.
| Candidat | Dessert salé présenté                                             |
| -------- | ----------------------------------------------------------------- |
| Carl     | Saumon à la réglisse façon entremets                              |
| Jean     | Maquereau au vin blanc façon Mille-feuille                        |
| Noémie   | Mignardises salées et cappuccino de foie gras façon café gourmand |
| Juan     | Lièvre à la royale façon opéra                                    |

Après dégustation, Christophe Michalak désigne vainqueur l'équipe de Carl et Jean. Noémie et Juan sont départagés par Christian Constant et Jean-François Piège grâce à leur dessert salé, et c'est Juan qui est envoyé en épreuve de la dernière chance.

#### Épreuve de la dernière chance
Ruben, Norbert et Juan doivent cuisiner un plat à base de fromage. Norbert, qui n'aime pas le fromage, travaille le brie, le bleu et le reblochon. Ruben n'aime pas non plus le fromage et travaille des accords classiques avec de la vieille mimolette, du bleu, du cantal et des croûtons de fromage. Juan adore le fromage et veut jouer avec le goût et les textures et prend du chèvre, du roquefort, du cantal et de la mimolette.Au moment du dressage, Juan rencontre un problème avec son siphon et n'arrive à dresser que la moitié de son assiette, qui n'a finalement l'apparence que d'un simple plateau de fromages.
Après dégustation des trois plats à l'aveugle par Ghislaine Arabian, Thierry Marx, Christian Constant et Jean-François Piège, Norbert est félicité par les chefs pour son apéritif aux trois fromages. Ruben est également qualifié avec sa déclinaison autour du fromage. Avec son assiette incomplète de fromages de nos campagnes aux arômes floraux et agrumes, c'est donc Juan qui est éliminé,,,,,,,.

### Épisode 5 -Scènes de Ménage, la poularde de Bresse et le restaurant routier
Cet épisode est diffusé pour la première fois le lundi 27 février 2012.

#### Épreuve coup de feu
Les neuf candidats encore en lice doivent réaliser un plat froid à emporter. Neuf ingrédients ont été disposés dans le garde manger et chaque candidat prendra un ingrédient différent à cuisiner. Les premiers arrivés étant les premiers servis, les candidats luttent pour entrer en premier au garde-manger. A ce jeu, Tabata est déçue d'hériter du porcnt.
| Candidat | Ingrédient de base   | Plat présenté                                           |
| -------- | -------------------- | ------------------------------------------------------- |
| Norbert  | Haddock              | Haddock mariné, salade pommes-céleri au sirop d'agave   |
| Jean     | Veau                 | Roulés de veau aux légumes croquants                    |
| Tabata   | Porc                 | Porc mariné au soja, aubergine farcie et pomme de terre |
| Denny    | Daurade              | Carpaccio de daurade, melon et gingembre                |
| Noémie   | Sole                 | Roulés de crêpes à la sole et au curry, petits légumes  |
| Carl     | Cuisse de grenouille | Cuisses de grenouille et risotto au piment et céleri    |
| Julien   | Saucisse de Morteau  | Piémontaise revisitée à la saucisse de Morteau          |
| Ruben    | Bœuf                 | Bœuf cuit et cru, taboulé de quinoa                     |
| Cyrille  | Canard               | Salade de canard et sa tomate surprise                  |

Une fois le temps de cuisine terminé, les candidats partent livrer eux-mêmes leurs plats au studio de tournage de la série Scènes de ménages et découvrent qu'ils vont être jugés par des comédiens de la série : Marion Game et Gérard Hernandez (Huguette et Raymond), et Anne-Élisabeth Blateau et David Mora (Emma et Fabien). Après dégustation, les deux premiers préfèrent le plat de Denny tandis que les seconds choisissent celui de Ruben. C'est Cyril Lignac qui a la tâche de les départager et il choisit Denny, qui gagne l'immunité pour la suite de l'épisode est ainsi assuré de participer à la 6e semaine du concours.
Les neuf candidats sont ensuite répartis en un groupe de cinq et un groupe de quatre, chaque groupe étant concerné par une épreuve des chefs différente.

#### 1reépreuve des chefs: la poularde de Bresse
Jean, Carl, Tabata, Ruben et Julien effectuent un tirage au sort dans la cuisine de Top Chef. Ils sont face à cinq cloches et chacun en soulève une. Seul Jean découvre un foulard rouge : il est désigné chef pour l'épreuve. Il doit imaginer une recette puis devra coacher des quatre autres candidats pour qu'ils la préparent individuellement. Il dégustera les plats et désignera le moins bon et donc le candidat devant aller en Dernière chance. Il sera lui-même envoyé en Dernière chance si les chefs Jean-François Piège et Ghislaine Arabian ne font pas le même verdict que lui à la dégustation.
Jean demande une poularde et son risotto. Alors qu'il coupe des carottes, Ruben se coupe un doigt. Il parvient à se remettre au travail mais sa blessure l'handicape. À 25 minutes de la fin de l'épreuve, les chefs Jean-François Piège et Ghislaine Arabian demandent aux quatre candidats en cuisine de servir avec la recette de Jean un « plat du lendemain » avec les restes, en l'occurrence une bouchée supplémentaire avec les éléments de la poularde non utilisés par la recette. Ruben, ayant pris du retard avec sa blessure, n'arrive pas à servir la bouchée en fin d'épreuve.
Les réalisations sont dégustées par Jean et les deux chefs. Jean classe en dernier le plat de Ruben, sans sauce et inachevé. Les chefs donnent ensuite leur verdict : même s'ils trouvent que Ruben était le candidat ayant le mieux réussi la cuisson de son risotto, l'absence de son « plat du lendemain » le pénalise. Ils décident donc également de l'envoyer en Dernière chance. Jean est donc qualifié et Ruben est le seul candidat du groupe devant passer l'épreuve de la dernière chance.

#### 2eépreuve des chefs: le restaurant routier
Denny, Noémie, Norbert et Cyrille arrivent sur un parking au bord d'une route nationale en pleine campagne. Ils sont bientôt rejoints par un groupe de motards routiers, accompagnés de Christian Constant et de Thierry Marx. L'épreuve consiste à préparer un repas pour le groupe de motards, baptisé les Morfales, en revisitant le menu d'un restaurant routier. Les candidats, répartis en deux binômes doivent réinterpréter l'assiette de crudités en entrée et la mousse au chocolat en dessert. Chaque binôme doit par contre revisiter un plat différent : pour l'équipe composée de Noémie et Denny c'est le maquereau-pommes vapeur et pour Norbert et Cyrille le lapin à la moutarde. Les candidats disposent de trois heures mais doivent servir leur entrée au bout d'une heure, leur plat après deux heures et le dessert à la fin de la troisième heure.
Un candidat par binôme peut aller chercher les ingrédients et ce sont Denny et Cyrille qui y vont pour leurs binômes respectifs. Les motards viennent visiter les candidats pendant qu'ils travaillent. Après que les entrées puis les plats ont été envoyés, les candidats préparent les desserts et Cyrille se trompe dans la pesée de ses ingrédients. La mousse au chocolat du binôme de garçons s'avère « trop écœurante » à la dégustation. Vient le moment du verdict : les motards ont voté pour le menu de Noémie et Denny, tout comme Christian Constant. Thierry Marx a voté pour le menu de Cyrille et Norbert, mais avec un seul point, ces derniers sont envoyés en épreuve de la dernière chance.

#### Épreuve de la dernière chance
Pour défendre leur place dans le concours, les candidats doivent préparer un plat à base de caille.
Les trois plats sont dégustés à l'aveugle par les quatre chefs, qui trouvent les trois plats réussis. Les candidats viennent ensuite prendre connaissance du verdict. Les chefs ont un coup de cœur pour la Caille retour de chasse qui est le plat de Norbert. La Caille marinée, yaourt, miel et épices de Cyrille est qualifiée de justesse devant la Caille farcie revisitée et garniture automnale de Ruben qui est donc éliminé,,,,.

### Épisode 6 -L'Amour est dans le pré, l'épreuve auComedy Clubet le restaurant éphémère
Cet épisode est diffusé pour la première fois le lundi 5 mars 2012.

#### Épreuve coup de feu
Le huit candidats en compétition arrivent dans les vestiaires où ils sont rejoints par Stéphane Rotenberg et Cyril Lignac qui leur annoncent que dans l'épreuve à venir, dont l'enjeu est une qualification directe pour la semaine suivante, ils devront cuisinier les produits amenés par des agriculteurs de L'amour est dans le pré. Ceux-ci arrivent : Jean-Claude (saison 6) apporte du lait, de la crème fraîche et des œufs, Philippe (saison 6) du foie gras, Freddy (saison 5) des pommes de terre, Guy (saison 5) du veau, Didier (saison 6) des poireaux, des poivrons rouges, du chou vert et des tomates, et Jean-Pierre (saison 5) des épinards. Le but de l'épreuve est de cuisiner en une heure et quart un plat utilisant l'ensemble des onze ingrédients.
Les agriculteurs suivent les préparations des candidats sur écran depuis les vestiaires mais peuvent aller les voir travailler sur leurs postes durant les cinq dernières minutes de l'épreuve. Les plats sont ensuite dégustés par les six agriculteurs et par Cyril Lignac, les candidats regardant les dégustations depuis les vestiaires avant de revenir dans la cuisine prendre connaissance du vote de chaque agriculteur.
| Candidat | Plat présenté                                                      | Jurés ayant choisi le plat |
| -------- | ------------------------------------------------------------------ | -------------------------- |
| Noémie   | Sauté de veau, verrine de légumes et chou farci au foie gras       | Freddy                     |
| Norbert  | Escalope de veau au foie gras et frites au couteau                 | Jean-Claude                |
| Denny    | Œuf mollet frit et son consommé de veau                            |                            |
| Julien   | Veau façon tournedos et maki chou-épinards                         |                            |
| Jean     | Carré de veau et variation de foie gras                            |                            |
| Tabata   | Carré de veau rôti, pommes de terre farcies et bonbon de foie gras |                            |
| Carl     | Veau et foie gras poêlé, mousse d'épinards et embeurrée de chou    | Philippe                   |
| Cyrille  | Blanquette de veau revisitée                                       | Didier, Guy, Jean-Pierre   |

Les agriculteurs attribuent chacun un vote à leur plat préféré. Cyrille remporte l'épreuve par 3 votes contre 1 pour Carl, 1 pour Noémie et 1 pour Norbert. Cyrille remporte l'immunité. Il participera à l'épreuve suivante mais est d'ores et déjà qualifié pour la 7e semaine du concours.
Les huit candidats sont répartis en deux groupes de quatre qui disputeront chacun une épreuve différente.

#### 1reépreuve des chefs: le Comedy Club de Jamel Debbouze
Stéphane Rotenberg fait entrer Noémie, Tabata, Jean et Julien au Comedy Club de Jamel Debbouze. Les quatre candidats assistent au début du spectacle mais, rapidement, Jamel les interpelle et les fait monter sur scène. Il leur demande de cuisinier un couscous pour sa troupe, soit 10 personnes, en deux heures. Il les sépare en deux équipes, les deux filles contre les deux garçons. L'épreuve consiste à transformer le couscous en plat gastronomique, en préservant le goût.
Les candidats partent travailler en cuisine. Tabata et Noémie travaillent les légumes avec du poulet et de la merguez et lancent un effiloché de poulet, boulettes de semoule et fleurs de courgette à la merguez. Noémie s'inspire d'une recette de sa grand-mère. Jean est peu inspiré par le couscous et fait confiance à Julien sur une recette avec de l'agneau et de la merguez : semoule, légumes pochés et croquants, côtelettes d'agneau. Jamel vient voir les candidats pendant leur travail en cuisine puis, à trente minutes de la fin, envoie deux comédiens de sa troupe chercher un candidat par binôme pour les faire monter sur scène. C'est d'abord Tabata, « Batata » selon Jamel, qui doit raconter une blague sur scène. Puis c'est au tour de Julien d'être chambré sur scène par Jamel. Sur le dernier quart d'heure, Julien n'arrive pas à préparer la semoule et la remplace par un boulghour.
Les plats sont dégustés par Jamel et sa troupe en présence des candidats et d'autre part par Jean-François Piège et Christian Constant. Les quatre candidats prennent connaissance du verdict par une cérémonie de tirage de trois couteaux : un premier couteau représente le vote de Jamel et sa troupe, le deuxième celui de Christian Constant et le troisième celui de Jean-François Piège. Noémie et Jean tirent les premiers couteaux et c'est Jean qui tire une lame acier, signe de verdict favorable : Jamel et sa troupe ont préféré les viandes du plat des garçons. Tabata et Julien tirent la seconde lame et découvrent que ce sont les filles qui ont emporté le vote de Christian Constant, qui a préféré le bouillon de Tabata et Noémie. La troisième lame est également acier pour les filles qui remportent donc la victoire par deux points contre un pour les garçons. Jean et Julien sont envoyés en Dernière chance.

#### 2eépreuve des chefs: le restaurant éphémère
Norbert, Cyrille, Denny et Carl sont accueillis dans la cuisine de Top Chef par Ghislaine Arabian et Thierry Marx qui leur expliquent qu'ils vont devoir réaliser un menu imposé pour 20 personnes installées dans un restaurant éphémère aménagé dans les vestiaires de Top Chef. Le menu à réaliser est identique pour les deux binômes :  l'équipe 1 de Cyrille et Denny opposée à Norbert et Carl. Ghislaine Arabian leur précise qu'il leur appartient d'y mettre de l'audace et leur touche personnelle pour que les clients soient heureux Thierry Marx leur précise : « et n'oubliez pas une chose : le client est roi », ce qui met la puce à l'oreille de Norbert.
Le menu se compose de :
- Entrée : Huîtres creuses en eau iodée, pommes et poires acidulés et mousse de raifort
- Plat : Filet de bœuf, jus gras, croûte de moelle aux champignons, véritables pommes "paille" à la parisienne
- Dessert : Ganache au chocolat et crumble aux fruits de la passion

Les candidats ne le savent pas encore, mais ils ne seront pas jugés sur la réalisation du menu mais sur ce qu'ils réaliseront pour répondre aux demandes spéciales de certains clients.
Les candidats commencent à cuisiner et à se répartir les tâches. Ghislaine Arabian les avertit que les clients sont arrivés et que les entrées doivent être servies dans 15 minutes. Après le service de l'entrée, une cliente enceinte demande aux candidats de lui proposer une autre entrée sans huîtres. Norbert réalise une assiette différente avec une fricassée de champignons tandis que Denny prépare l'entrée du menu sans l'huître avant d'être repris par Ghislaine Arabian. Puis Emmanuel de Brantes, qui se trouve parmi les clients, s'invite en cuisine et demande une deuxième entrée à base de caviar. Ensuite, après le service du plat, une cliente au régime demande un plat sans matières grasses. Enfin, alors que les desserts sont servis, une cliente demande un café gourmand avec le dessert. Les chefs dégustent également les plats supplémentaires, dans le garde-manger.
| Binôme           | Nouvelle entrée servie à la cliente enceinte | L'entrée au caviar servie à Emmanuel de Brantes | Plat «régime» servi à la cliente au régime |
| ---------------- | -------------------------------------------- | ----------------------------------------------- | ------------------------------------------ |
| Cyrille et Denny | Crème de raifort, légumes et frites          | Œufs brouillés au caviar et oignons marinés     | Bœuf grillé et sauté de champignons        |
| Carl et Norbert  | Fricassée de champignons et pomme verte      | Caviar, jaune d'œuf au raifort et sa mouillette | Bœuf au caviar et légumes vapeur           |

Après le service, les candidats apprennent qu'ils sont jugés uniquement sur les plats supplémentaires qui leur ont été demandés. Le verdict est annoncé aux candidats par un triple tirage de couteaux, un couteau pour le vote des quatre clients, un second pour le vote de Ghislaine Arabian et le troisième pour celui de Thierry Marx. Carl et Norbert tirent trois lames acier, signe qu'ils ont remporté les trois votes. Cyrille étant immunisé à la suite de sa victoire dans la première épreuve, seul Denny rejoint Jean et Julien en épreuve de la dernière chance.

#### Épreuve de la dernière chance
Les trois candidats présents doivent travailler les poissons plats. Au garde-manger, tandis que Julien prend la sole, Jean et Denny veulent tous les deux prendre le seul turbot disponible et tergiversent en envisageant de le partager avant que Denny ne se repositionne sur la barbue. Une fois les plats terminés, les candidats sortent de la cuisine et les quatre chefs y entrent et dégustent les trois plats à l'aveugle.
Les candidats reviennent en cuisine écouter le verdict. Ghislaine Arabian annonce qu'un plat est très au-dessus du lot et c'est le Turbot rôti, légumes d'automne en blanquette qui qualifie Jean. Les deux autres plats ont déçu : la sole de la dernière chance était légèrement en surcuisson et la Barbue snackée et variation de choux était très belle visuellement mais manquait de relief au gout. Christian Constant annonce que c'est la barbue qui n'est pas retenue et c'est donc Denny qui est éliminé,,,.

### Épisode 7 - Le chorizo et le concert au Zénith
Cet épisode est diffusé pour la première fois le lundi 12 mars 2012.

#### Épreuve coup de feu
Les sept candidats encore en lice arrivent dans les vestiaires de Top Chef et se changent, alors qu'est déjà présente une table avec sept cloches de restaurant. Stéphane Rotenberg et Cyril Lignac entrent à leur tour dans les vestiaires, accompagnés de « trois amis basques », spécialistes du chorizo : le producteur de chorizo Éric Ospital et les chefs Julien Duboué et Sébastien Gravé. Le but de l'épreuve est de cuisiner un plat à base de chorizo. Les candidats vont travailler en deux équipes de trois candidats et cuisiner en relais. Chaque fois qu'un candidat aura terminé son plat, il reviendra dans les vestiaires désigner, parmi les candidats attendant leur tour, le membre suivant de son équipe, les premiers candidats de chaque équipe étant désignés par tirage au sort. Le candidat laissé en dernier ne pourra disputer l'immunité.
Les candidats soulèvent chacun une cloche sur la table. Cinq cloches sont vides ; Noémie découvre un foulard noir et Carl un foulard rouge. Ces deux candidats partent immédiatement en cuisine démarrer l'épreuve, pendant que les autres attendent au vestiaire. Les candidats disposent d'1h30 pour l'ensemble de l'épreuve.
Carl termine son plat en moins de trente minutes et court aux vestiaires donner le foulard rouge à Cyrille qui prend donc le relais pour l'équipe rouge. Noémie, qui n'a jamais mangé de chorizo, termine quelques minutes après et transmet le foulard noir à Tabata. Cyrille vient au bout de sa recette de nouveau en moins de trente minutes et transmet le foulard rouge à Jean qui dispose alors de trente-cinq minutes pour réaliser la dernière assiette de l'équipe rouge. Tabata, qui a perdu du temps dans ses préparations, donne le foulard noir à Julien, à qui il reste moins de vingt-cinq minutes de cuisine pour faire le dernier plat de son équipe. Norbert, resté seul dans les vestiaires, ne peut donc concourir pour l'immunité.
| Équipe rouge | Équipe rouge                                                                            | Équipe noire | Équipe noire                                                             |
| Candidat     | Plat présenté                                                                           | Candidat     | Plat présenté                                                            |
| ------------ | --------------------------------------------------------------------------------------- | ------------ | ------------------------------------------------------------------------ |
| Carl         | Langoustines aromatisées au chorizo, compotée de poivrons et chorizo, écume au parmesan | Noémie       | Filet de rouget, écailles de chorizo et poivrons poêlés                  |
| Cyrille      | Bar en croûte de chorizo, légumes poêlés et sauce aux agrumes                           | Tabata       | Filet de sole en croûte, viennoise au chorizo et pommes de terre poêlées |
| Jean         | Wok de légumes à la menthe et chorizo poêlé                                             | Julien       | Filet de veau et chou-fleur, sauce au chorizo et lait de coco            |

Les plats sont dégustés par Cyril Lignac et les trois spécialistes du chorizo, tandis que les candidats suivent la dégustation sur écran. Le jury déguste d'abord les plats de l'équipe rouge. Les plats de Carl et Cyrille sont appréciés, mais le jury est frustré par le plat de Jean qui a pris le parti de n'accompagner le chorizo que de légumes. Le jury déguste ensuite les plats de l'équipe noire et apprécie beaucoup les plats de Noémie et Julien et moins celui de Tabata, qui ne met pas assez le chorizo en avant selon eux.
Les candidats des deux équipes reviennent en cuisine écouter le verdict. Les trois spécialistes du chorizo doivent désigner l'équipe qu'ils préfèrent, et choisissent l'équipe noire. C'est ensuite Cyril Lignac qui doit désigner le vainqueur de l'épreuve parmi les trois candidats de l'équipe. Après avoir dit qu'il avait préféré les plats de Noémie et de Julien, il choisit de récompenser la prise de risque de Noémie et lui donne l'immunité. Noémie est directement qualifiée pour la 8e semaine du concours. Les six autres candidats participent sans elle aux épreuves suivantes.

#### Épreuve des chefs: le concert au Zénith
Carl, Cyrille, Jean, Tabata, Julien et Norbert se rendent au zénith d'Amiens, où va avoir lieu la tournée Génération 90, Dance machine. Les candidats doivent réaliser 1000 bouchées pour le public du concert. Puis ils devront convaincre des artistes du concert : Benny B, Larusso et les Worlds Apart.
La première partie de l'épreuve est expliquée par Jean-François Piège, Christian Constant et Ghislaine Arabian. Les six candidats sont séparés en deux équipes : Carl, Tabata et Norbert constituent l'équipe grise, tandis que Julien, Jean et Cyrille constituent l'équipe orange. Chaque équipe doit réaliser 500 bouchées en quatre heures avec quatre produits du Nord : le Maroilles, l'anguille, les haricots de Soissons, et la confiture de lait. 
| Produit                          | Équipe orange (Julien, Jean et Cyrille)                                                   | Équipe grise (Carl, Tabata et Norbert)                                        |
| -------------------------------- | ----------------------------------------------------------------------------------------- | ----------------------------------------------------------------------------- |
| Bouchée au Maroilles             | Crème de Maroilles, chips de légumes, courgettes au curry                                 | Crème de Maroilles, myrtilles, radis et chips de vitelotte                    |
| Bouchée à l'anguille             | Anguille, crème d'avocat et émulsion de betterave                                         | Anguille fumée, mousseline de céleri-rave et pomme croquante                  |
| Bouchée aux haricots de Soissons | Purée de haricots, condiment échalote, noix et citron                                     | Crème de haricots, abricot sec et citron vert                                 |
| Bouchée à la confiture de lait   | Confiture de lait, myrtilles, coulis de myrtilles et compotée de pommes et langue de chat | Poires pochées, figues rôties, cerneaux de noix et crème de confiture de lait |

Alors que les candidats sont lancés dans leurs préparations dans une cuisine montée dans un hall du Zénith, Ghislaine Arabian vient interrompre et corser l'épreuve et demande aux candidats de réaliser un plat individuellement en dix minutes : ceux de l'équipe grise doivent réaliser un galopin, et ceux de l'équipe orange un welsh. Ghislaine Arabian donne aux candidats la recette de chacun de ces plats, qu'ils ne connaissent pas. Le perdant de chaque équipe ne pourra se qualifier sur cette première partie d'épreuve. Les dix minutes écoulées, Ghislaine Arabian revient déguster les six propositions. Elle désigne le galopin de Tabata pour l'équipe grise, et le welsh de Julien pour l'équipe orange comme les moins réussis. Les candidats se remettent sur leurs bouchées et reçoivent la visite de Larusso et Benny B.
Les spectateurs dégustent ensuite les bouchées de chaque équipe de même que Christian Constant, Ghislaine Arabian et Jean-François Piège. Les spectateurs et les chefs votent ensuite avec des bulletins orange ou gris. Au cours du concert, les candidats montent sur scène pour l'annonce du résultat. L'équipe orange remporte l'épreuve en obtenant 55 % des voix. Jean et Cyrille sont donc qualifiés pour la suite du concours, tandis que Julien, qui a perdu le défi de Ghislaine Arabian, et les trois candidats de l'équipe grise vont s'affronter dans la deuxième partie de l'épreuve.
Les quatre candidats en lice retournent en cuisine et vont devoir cuisiner en binôme pour des vedettes du concert. Julien a l'avantage de choisir son coéquipier parmi les candidats de l'équipe grise, et choisit Norbert. Stéphane Rotenberg annonce ensuite aux candidats les plats demandés par les artistes : Benny B souhaite des scampi à la crème, les Worlds Apart demandent du canard au miel et aux épices « relevé » et Larusso attend du saumon « très cuit » avec du chou-fleur. 
| Binôme            | Plat de Larusso                                                      | Plat de Benny B                                        | Plat des Worlds Apart            |
| ----------------- | -------------------------------------------------------------------- | ------------------------------------------------------ | -------------------------------- |
| Tabata et Carl    | Aumônière de saumon aux choux-fleurs, sauce vierge à l'huile d'olive | Scampi à la crème d'estragon et compotée de tomates    | Canard laqué et légumes au curry |
| Norbert et Julien | Pavé de saumon, choux-fleurs et beurre d'agrumes                     | Scampi à la crème et tagliatelles de courgettes jaunes | Canard laqué au curry et fenouil |

Le concert se termine alors qu'il reste dix minutes de cuisine et les quatre candidats terminent leurs plats acclamés par le public sortant du concert. Un peu plus tard, les artistes viennent déguster les plats en cuisine en sortant de scène. Christian Constant et Jean-François Piège goûtent les plats à part. Les candidats prennent connaissance du verdict par un triple tirage de couteaux. Le binôme de Norbert et Julien tire une première lame acier, signe qu'ils ont gagné les voix des artistes, mais les deux lames suivantes sont oranges pour ce binôme car Christian Constant et Jean-François Piège ont préféré les plats de Tabata et Carl. Ces derniers remportent donc l'épreuve. Norbert et Julien s'affronteront en épreuve de la dernière chance.

#### Épreuve de la dernière chance
Norbert et Julien ont tissé des liens d'amitié au cours des épreuves et vont devoir s'affronter avec, à la clé, une élimination pour l'un d'entre eux. Les deux candidats arrivent dans les vestiaires de Top Chef le matin et Norbert enlève sa capuche, montrant qu'il s'est rasé le crâne, ne conservant qu'une crête sur le haut de la tête.
Stéphane Rotenberg accueille les deux candidats dans la cuisine de Top Chef et leur donne le thème qui est « dessert autour des fruits ». Les candidats ont une heure pour réaliser leur dessert. Norbert décide de réadapter un dessert qu'il cuisine dans le restaurant où il travaille. Julien part sur l'idée de trois desserts différents présentés en mignardises, pensant multiplier ses chances. Les deux candidats cuisinent en arborant un badge offert par Noémie, signe de leur complicité à tous les trois. Norbert revisite le banana split en réalisant des bananes fumées, un coulis de cacao, une chantilly d'avocat. Julien travaille l'ananas avec des épices, réalise un milk-shake de fruits rouges et un carpaccio de poires japonaises. Au moment du dressage, Norbert pense que son dessert est gagnant et décide de ne pas trop le valoriser au dressage, par amitié pour Julien.
Les chefs Jean-François Piège, Thierry Marx, Ghislaine Arabian et Christian Constant dégustent les deux desserts à l'aveugle. Ils commencent par les fruits dans tous leurs états qu'ils trouvent sommaire, puis dégustent le banana split exotique revisité, qu'ils ne trouvent pas à la hauteur de l'appellation. Les candidats reviennent en cuisine prendre connaissance du verdict. Jean-François Piège leur annonce qu'ils ont eu du mal à départager les deux desserts et que cela s'est joué « à une chantilly près ». Les chefs gardent l'avocat façon banana split. C'est donc le plat de Norbert qui est qualifié et c'est Julien qui est éliminé,,,.

### Épisode 8 - Les joueurs de tennis et la Guerre des restos
Cet épisode est diffusé pour la première fois le lundi 19 mars 2012.

#### Épreuve coup de feu
Les six candidats encore en lice discutent dans les vestiaires de Top Chef quand arrivent Stéphane Rotenberg et Cyril Lignac. Le présentateur leur annonce qu'ils vont devoir cuisiner pour des tennismen qui jouent à l'Open de Bercy. Cyril Lignac précise les contraintes de l'épreuve : les candidats devront cuisiner des assiettes froides dans les cuisines de Top Chef. Puis les préparations et les ustensiles seront transportés au palais omnisports de Paris-Bercy, où les candidats dresseront leurs plats. Dans le garde-manger, il y a six filets de poisson ou viande et c'est aux candidats de s'arranger pour se les répartir. Stéphane Rotenberg donne le signal de départ de l'épreuve et les candidats font la course des vestiaires en cuisine puis, après avoir posé leurs couteaux sur leur poste de travail, courent au garde-manger. Jean arrive en premier et se saisit des filets de saumon. Norbert, arrivé juste derrière, prend la volaille, sachant que sa viande figure souvent dans les régimes sportifs. Tabata prend le porc, Noémie, le bœuf. Cyrille, parmi les deux produits restants, prend la lotte et Carl se retrouve donc avec le cabillaud. Les candidats doivent tout ranger dans des caisses transportables avant la fin du temps imparti.
Les candidats portent ensuite leurs caisses dans un salon de réception du palais omnisports de Paris-Bercy et dressent leurs assiettes, chacun sur leur table. Stéphane Rotenberg arrive ensuite suivi de Fabrice Santoro, Jo-Wilfried Tsonga, Arnaud Clément, Michaël Llodra, Julien Benneteau et Nicolas Escudé. Les sportifs commencent les dégustations.
| Candidat | Plat présenté                                                             |
| -------- | ------------------------------------------------------------------------- |
| Tabata   | Rôti de porc sur salade de pâtes et ses légumes cuits et crus             |
| Cyrille  | Rôti de lotte au lard et au jambon, mille-feuille de pâtes et guacamole   |
| Noémie   | Salade de pâtes, spaghetti de légumes, boulettes de viande et samossa     |
| Jean     | Filet de saumon sur son riz à la tomate et légumes croquants              |
| Norbert  | Salade de quinoa, poulet rôti et vinaigrette au curry                     |
| Carl     | Rillettes de cabillaud au gingembre et pâtes farcies aux poivrons grillés |

Après dégustation des plats par le jury de sportifs, les candidats assistent à un match du tournoi pendant que le jury délibère. Michaël Llodra a une préférence pour le plat de Tabata. Jo-Wilfried Tsonga préfère le plat de Noémie. Nicolas Escudé préfère le plat de Norbert. Les choix des autres joueurs ne sont pas montrés à l'écran. Après le match, le résultat est annoncé par le speaker de la salle, et c'est Tabata qui décroche la victoire ainsi que l'immunité qui lui assure d'être présente lors de la 9e semaine du concours.

#### La Guerre des restos
Les six candidats sont accueillis sur le parvis de l'église du Cœur-Immaculé-de-Marie à Suresnes par Stéphane Rotenberg et Cyril Lignac. L'animateur leur annonce qu'ils vont s'affronter dans la « mythique » guerre des restos. Les six candidats seront partagés en trois équipes et investiront chacun un lieu différent dans lequel ils auront 48 heures pour créer un restaurant avec 2500€. Les chefs et les clients visiteront les trois devantures mais ne rentreront déguster que dans deux restaurants. Les candidats du restaurant non testé iront directement en Dernière chance. Cette règle éliminant un restaurant sur son apparence est une nouveauté de cette saison 3.
Cyril Lignac compose les trois binômes : Norbert et Noémie ; Tabata et Jean ; Carl et Cyrille. Les candidats partent ensuite visiter les trois établissements disponibles avec Stéphane Rotenberg, rue de Verdun à Suresnes : le premier établissement est un bistrot très petit mais cosy ; le second est un bistrot de quartier sans charme, mais spacieux ; le troisième a l'ambiance d'un bar restaurant et il est le plus grand des trois. Tabata, ayant remporté l'épreuve Coup de feu, affecte les trois restaurants disponibles : elle choisit de prendre le premier, donne le second à Norbert et Noémie et le troisième à Carl et Cyrille. Stéphane Rotenberg leur annonce alors qu'ils vont bénéficier du renfort d'anciens candidats en tant que commis : Ruben, Julien et Gérald. Tabata a de nouveau le choix et retient Ruben. Elle affecte Julien à Norbert et Noémie qui sautent de joie et c'est donc Gérald qui viendra renforcer Carl et Cyrille.
Noémie souhaite créer une ambiance de nature. Jean et Tabata veulent tous les deux créer un restaurant design et chaleureux. Carl et Cyrille se mettent d'accord sur un restaurant épuré et zen. Pour créer leur ambiance, dans chaque binôme, les candidats se répartissent les tâches : Tabata, Noémie et Cyrille se chargent de la décoration, tandis que leurs coéquipiers sont chargés de l'ameublement. De retour des magasins, Jean et Tabata ont dépensé en tout 2119 €, Norbert et Noémie 2043 €, Carl et Cyrille 1720 €. Le lendemain matin, Noémie se rend dans la chambre d'hôtel de Norbert avec une tondeuse et lui rase la crête et les favoris qu'il avait laissés à la fin de l'épisode précédent, lorsqu'il s'était en partie tondu le crâne. Les binômes se rendent ensuite à Metro pour acheter les ingrédients de leur menu avec le reste de leur budget. Carl et Cyrille, qui disposent encore de 780 €, achètent du homard mais ne trouvent pas le colvert prévu, alors que leur menu a déjà été envoyé à l'imprimerie. Il se rabattent sur de la canette de Challans. Tabata et Jean n'ont plus que 381 €. Ils prennent de la langoustine, des pommes de terre, de la mozarella. Norbert et Noémie ont un budget limité également et Norbert négocie avec les vendeurs pour se faire offrir des produits. De retour dans leurs restaurants, chaque binôme retrouve son commis qui a commencé la mise en place des meubles. Il reste cinq heures avant la visite du jury et les candidats se lancent immédiatement dans les préparations et dans la décoration de salle.
La soirée arrive et le jury, composé de onze critiques gastronomiques entre en jeu. Les devantures de chaque restaurant sont regardées par les inspecteurs du Gault&Millau Patricia Alexandre et Marc Esquerré, par l'inspecteur du Fooding Louis Daboussy, par les journalistes Philippe Toinard (A Nous Paris, Direct 8) et Catherine Roig (Elle), par les blogueurs Thierry Richard, Aude Baron, François Lemarié et la critique culinaire Aurélie Chaigneau et par le directeur général des éditions Lebey, Pierre-Yves Chupin (l'identité du onzième critique n'est pas donnée à l'antenne). Ils commencent par le restaurant Nature Gourmande (Norbert et Noémie), porté sur le bio et la nature, dans lequel la décoration est vert anis et blanc. Le jury prend connaissance en vitrine du menu « Pleine'itude » à 39 € qui comprend un «Pics'Odon» et son velouté de châtaignes ; une Saint-Jacques en balade gourmande au bois ; un croustillant de veau rôti et son jarret confit, accompagné de ses légumes oubliés ; une «Fraîcheur boisée» (en fait une panacotta coco-citron vert et fruits rouges à la fleur d'oranger) ; et en second dessert «la route pour un voyage exotique» (un biscuit d'aqua coco-citron vert et parfait glacé aux fruits de la passion). Le jury visite ensuite Épur& (Carl et Cyrille), restaurant au style épuré et contemporain. Le menu « Entre modernité et tradition » à 40 € propose : tuile de pain aux oignons grillés & eau d'ananas ; homard beurre noisettes, embeurrée de choux chinois & espuma de cèpes ; colvert en deux cuissons, chocolat bière, pommes de terre & céleri ; fourme d'Ambert & tomate-fenugrec ; la poire, le thé & le pain perdu ; pain maison. Le jury termine par le Food & Design (Tabata et Jean) à l'ambiance moderne et cosy. Le menu à 42 € propose : hors d'œuvre ; légumes crus, aubergines et mozzarella ; lieu jaune de ligne, ravioles de langoustine ; veau rôti et romaine poivrade ; tartelette chocolat sabayon amaretto ; mignardises. Les critiques votent ensuite pour le restaurant qui les a le moins séduit : avec 7 voix contre, ils éliminent Nature Gourmande (3 voix contre Food & Design et 1 voix contre Épur&). Stéphane Rotenberg vient annoncer à Norbert, Noémie et Julien qu'ils n'ouvriront pas. Noémie craque devant les caméras.
Le jury, augmenté de Cyril Lignac, Jean-François Piège, Thierry Marx, Ghislaine Arabian et Christian Constant, teste ensuite les deux autres restaurants en y allant dîner. La dégustation se passe bien dans Food & Design, malgré la forte tension qui règne entre Jean, en cuisine, et Tabata, en salle. Le four lâche les candidats au moment de la cuisson du dessert, ce qui le rend un peu écœurant car insuffisamment cuit. Dans le restaurant Épur&, le dîner suscite quelques réserves notamment sur le flop du food pairing fourme d'Ambert / tomate. Après les dégustations, les douze jurés votent pour le restaurant qu'ils ont préféré.
Le lendemain matin, les six candidats se présentent dans la cuisine de Top Chef devant Jean-François Piège, Thierry Marx, Ghislaine Arabian et Christian Constant pour découvrir le verdict. Norbert et Noémie attendent déjà sur leur poste de travail le lancement de l'épreuve de Dernière chance. Stéphane Rotenberg annonce que le restaurant gagnant a emporté l'unanimité des douze votes. Les binômes en ballottage découvrent le verdict par un tirage de couteau. Carl et Cyrille tirent une lame orange indiquant qu'ils ont perdu le vote et disputeront l'épreuve de Dernière chance. Jean tire une lame acier et se qualifie, rejoignant Tabata qui était immunisée et donc qualifiée d'office.

#### Épreuve de la dernière chance
Carl, Noémie, Norbert et Cyrille ont une heure pour sublimer l'œuf en trois textures. Carl réalise un œuf pommade à la betterave, un blanc-manger et un jaune d’œuf au champagne, qu'il dresse sur une ardoise. Cyrille fait une omelette aux pommes de terre en cuisant le blanc d’œuf séparément, un jaune mariné au vinaigre et soja, des œufs brouillés au bacon et aux topinambours et une salade de céleri. Norbert lance une crème de céleri avec du quinoa et des bâtonnets de pommes Granny Smith, un jaune d’œuf, une omelette japonaise roulée avec une feuille d'algues nori (omelette dashi maki), un œuf en espuma avec du lait fumé et une crème de parmesan. Noémie fait des œufs brouillés avec une crème fumée, du jambon, du lard, roulés dans une feuille de brick, un œuf cocotte cuit au four avec des légumes de Provence et un œuf dur.
Les plats sont ensuite dégustés à l'aveugle par Jean-François Piège, Thierry Marx, Ghislaine Arabian et Christian Constant. La dégustation commence par l'œuf pommade à la betterave, comme un blanc-manger et jaune d’œuf (Carl), qui déplaît sur le dressage et le goût. Le jury trouve que le candidat a « cherché à faire trop compliqué » et Ghislaine Arabian est encore plus dure en disant «il faudrait être un génie pour faire pire». L'assiette suivante est trois œufs en fumée (Noémie) et le jury ne comprend pas l’appellation, car seul le bacon est fumé. De plus, les cuissons ne sont pas respectées. Le jury déguste ensuite l’œuf dans tous ses états (Cyrille) qu'il trouve très bon avec une « profondeur de goût » (Jean-François Piège), intelligent et bien réalisé. Enfin l’œuf aux trois voyages (Norbert) déçoit également et génère des commentaires mitigés. Le plat montre une certaine imagination mais le goût de l’œuf est trop masqué et le plat n'est pas assaisonné.
Les candidats reviennent en cuisine prendre connaissance du verdict face aux quatre chefs. Stéphane Rotenberg leur annonce qu'une assiette se détache et que trois plats ont déçu. Le jury qualifie d'abord l’œuf dans tous ses états de Cyrille, puis commente les faiblesses de chacun des trois plats suivants. Enfin, Ghislaine Arabian annonce que le plat non retenu est l'œuf pommade à la betterave, comme un blanc-manger et jaune d’œuf. C'est le plat de Carl, le candidat admirateur de Thierry Marx est donc éliminé,,,.

### Épisode 9 - Le menu tout poisson à Cherbourg, l'épreuve de Yannick Alléno et la fête des voisins
Cet épisode est diffusé pour la première fois le lundi 26 mars 2012.

#### Épreuve du menu tout poisson à Cherbourg
Les cinq candidats arrivent dans les vestiaires de Top Chef et sont surpris d'y retrouver Stéphane Rotenberg. Le présentateur leur annonce qu'ils partent toute de suite prendre un train pour une épreuve demandant de l'endurance et de la résistance au froid. Les candidats se rendent à la gare Saint-Lazare et prennent le train pour Cherbourg. Ils sont accueillis en soirée au Centre de Marée par Stéphane Rotenberg et Cyril Lignac. Le présentateur leur explique qu'ils devront cuisinier en 2h30 un menu pour cinq pêcheurs plus Cyril Lignac avec une entrée, un plat et un dessert à base de poissons.
Les candidats revêtent un tablier de criée de couleur jaune et des bottes et montent sur un bateau amarré pour choisir parmi les poissons fraîchement pêchés. Ils partent ensuite cuisiner sur leur poste de travail dressé dans un hangar du port.
| Candidat | Entrée                                                 | Plat                                                     | Dessert                                                              | Verdict (votes)      |
| -------- | ------------------------------------------------------ | -------------------------------------------------------- | -------------------------------------------------------------------- | -------------------- |
| Cyrille  | Lotte, émulsion aux herbes et petits légumes croquants | Bisque de crevettes et encornet grillé                   | Tartare d'aiglefin aux fruits exotiques                              | Stéphane, Sylvain    |
| Tabata   | Cabillaud poêlé et sa bouillabaisse                    | Bonite snackée, crevettes sautées et coulis de poivrons  | Tatin de Saint-Jacques et poire à la vanille                         | -                    |
| Norbert  | Bisque de langoustines et bouquet de gambas poêlées    | Bonite rôtie et sa crème d'oursins                       | Carpaccio de lieu jaune aux fruits exotiques                         | -                    |
| Jean     | Saint-Jacques, langoustines et tagliatelles de légumes | Turbot cuisson sur l'arête et ravioles d'araignée de mer | Bar poché au sirop, mousseline de fruits et suprêmes de pamplemousse | David, Régis, Michel |
| Noémie   | Soupe de poissons                                      | Sole en deux cuissons, sauce au fenouil                  | Biscuit de sole et ananas flambé                                     | -                    |

La dégustation est faite par les cinq pécheurs David, Stéphane, Régis, Sylvain et Michel accompagnés de Cyril Lignac. Après avoir goûté les cinq menus, ils retrouvent les candidats dans le hangar et chaque pêcheur annonce quel menu il a préféré.
Avec 3 voix contre 2 pour Cyrille, c'est Jean qui l'emporte, notamment grâce à son entrée et son dessert. Il est le premier candidat qualifié pour la demi-finale.

#### Épreuve de la photo culinaire avec Yannick Alléno
Les quatre autres candidats se changent dans les vestiaires de Top Chef où ils trouvent, sur la table, des exemplaires du magazine YAM, le magazine des chefs qui est publié par le chef trois étoiles Yannick Alléno. Stéphane Rotenberg entre à son tour avec Alléno et le photographe culinaire Nicolas Buisson. Les candidats auront deux heures pour préparer un plat de tête de veau. Le chef Yannick Alléno ne dégustera cependant que deux plats sélectionnés sur le visuel, d'après des photos prises par Nicolas Buisson. Le vainqueur sera qualifié pour la demi-finale et verra sa recette et la photo de son plat publiée dans le magazine.
Les candidats courent au garde-manger et commencent leurs préparations. Sur leur poste de travail, les trois éléments de la tête de veau sont déjà présents et cuits : la langue, le cuir et la cervelle. Trente minutes avant la fin de l'épreuve, Yannick Alléno vient examiner ce que font les candidats. L'épreuve terminée, le photographe Nicolas Buisson prend des photos de dessus des assiettes des candidats.
Yannick Alléno examine les photos sur une tablette, dans les vestiaires. Puis il revient en cuisine s'asseoir à table devant les quatre photos pour donner son verdict aux quatre candidats.
| Candidat | Plat                                                                    | Visuel       | Dégustation |
| -------- | ----------------------------------------------------------------------- | ------------ | ----------- |
| Tabata   | Tête de veau et gelée de carottes, sauce gribiche au jus de coquillages | Sélectionnée | Qualifiée   |
| Norbert  | Trio de veau aux fruits, caviar et légumes                              | Sélectionné  | -           |
| Cyrille  | Mille-feuille de veau et ses légumes croquants                          | -            | -           |
| Noémie   | Cromesquis, ballottine de veau et chartreuse de légumes                 | -            | -           |

Au visuel, Yannick Alléno écarte d'abord l'assiette de Noémie, qu'il trouve « tristounette » et manquant de gourmandise. Il écarte ensuite celle de Cyrille, car il regrette que la tête de veau y ait été cachée alors qu'elle est le centre du plat. Noémie et Cyrille repartent dans les vestiaires. Les assiettes de Tabata et Norbert sont servies à Yannick Alléno. Il trouve que dans l'assiette de Tabata, la sauce est très bonne, les assaisonnements justes et l'idée de garder le cuir très bonne. Il trouve l'assiette de Norbert bonne aussi, avec beaucoup de travail, des cuissons et assaisonnements justes, mais il trouve que les fraises gâchent le plat.
Après avoir hésité longuement, Yannick Alléno choisit l'assiette de Tabata, qui est donc qualifiée à son tour pour la demi-finale.

#### La Fête des voisins
Stéphane Rotenberg, Jean-François Piège, Thierry Marx, Ghislaine Arabian et Christian Constant accueillent Norbert, Noémie et Cyrille devant une entrée de résidence. Jean et Tabata sont également présents. L'épreuve est celle de la « Fête des voisins » : chacun des trois candidats restants va cuisiner chez un particulier, avec le matériel de cuisine du particulier et les ingrédients disponibles dans les placards et le réfrigérateur. Jean et Tabata affecteront les trois candidats aux trois appartements.
Le premier appartement est celui d'un célibataire d'une trentaine d'années peu passionné par la cuisine, qui n'a que deux casseroles et des produits industriels et basiques. Seul Cyrille n'est pas rebuté par cette option. Le second appartement est celui d'une danseuse classique qui mange sainement. La cuisine est spacieuse avec des ingrédients plus variés mais beaucoup de viande. Noémie est intéressée, Norbert pas du tout. Le dernier appartement est celui d'une jeune retraitée avec un grand plan de travail et du poisson dans le réfrigérateur. Là, Norbert est partant mais pas Noémie. Jean et Tabata se concertent puis décident de laisser le premier appartement à Cyrille, le second à Norbert et le troisième à Noémie. Cyrille est satisfait mais les deux autres candidats sont déçus.
Peu après le début de l'épreuve, chaque candidat reçoit la visite d'un chef qui lui reprend sa mallette à couteaux. Les candidats doivent donc se rabattre sur les couteaux disponibles dans l'appartement. Noémie, par exemple, ne trouve pas d'économe pour éplucher les légumes, et doit les frotter à la brosse.
Les trois particuliers, Nicolas (le célibataire), Myriam (la danseuse) et Renée (le retraitée) reviennent ensuite dans leur appartement et aident les candidats. Une demi-heure avant la fin de l'épreuve, les chefs reviennent et annoncent que pendant quinze minutes, seuls les voisins pourront travailler, sous les ordres du candidat. Dans les quinze dernières minutes, les candidats reprennent la main et peuvent dresser leurs verrines.
| Candidat | Entrée                                                       | Plat                                                  | Dessert                                            | Verdict (votes)               |
| -------- | ------------------------------------------------------------ | ----------------------------------------------------- | -------------------------------------------------- | ----------------------------- |
| Noémie   | Légumes au fromage, flan d'artichauts et toast fromage-bacon | Cabillaud aux agrumes en papillote et purée de panais | Sablé breton et sa compotée de pommes caramélisées | 1 vote                        |
| Cyrille  | Salade au crabe et son club sandwich                         | Rillette de saumon aux herbes et sa ratatouille       | Compote de bananes, spéculoos et crème au miel     | 12 votes (dont celui de Jean) |
| Norbert  | Bruschetta au canard et brochette bœuf-carottes              | Bouillon de volaille à la thaï                        | Riz au lait à l'ananas caramélisé                  | 4 votes                       |

Les plats sont dégustés par quinze voisins, Jean, Tabata et les quatre chefs. Tous, sauf les chefs, votent ensuite pour le menu qu'ils ont préféré avec des bulletins colorés. Stéphane Rotenberg dépouille devant les candidats. C'est Noémie qui recueille le moins de votes : elle est directement envoyée en Dernière chance. Les quatre chefs départagent alors les deux candidats ayant recueilli le plus de votes. Ceux-ci prennent connaissance du verdict par le tirage d'une lame de couteau. Norbert tire une lame orange et devra affronter son amie Noémie en Dernière chance. Tirant une lame acier, Cyrille est l'avant-dernier candidat qualifié pour la demi-finale.

#### Épreuve de laDernière chance
Norbert et Noémie se retrouvent dans la cuisine de Top Chef. Ils disposent d'une heure pour réaliser un plat à base de porc en prenant au moins deux produits parmi l'échine, le pied et le travers de porc.
Au garde-manger, Norbert prend de l'échine, le pied et du travers et le prépare avec des cèpes, de la poire et du chou pak choï. Noémie prend de l'échine qu'elle poêle, réalise des asperges au lard et travaille une farce de pomme, épinards, noisettes pour farcir un chou. En fin d’épreuve, Norbert dresse son plat dans le modèle assiette « porte bonheur », qu'il a utilisé plusieurs fois au cours de la compétition. Les candidats quittent ensuite la cuisine.
Ghislaine Arabian, Christian Constant Jean-François Piège et Thierry Marx entrent alors en cuisine pour déguster les plats à l'aveugle. Ils goûtent d'abord le Porc en deux façons (Noémie) qu'ils trouvent bon mais limite sur les cuissons. Ils dégustent ensuite le Cochon en trois façons et cèpes rôtis (Norbert) qu'ils trouvent peu esthétique, trop fort en miel mais bon et avec des cuissons parfaites.
Les candidats reviennent pour prendre connaissance du verdict. Thierry Marx félicite les deux candidats puis Ghislaine Arabian annonce que le plat non retenu est le Porc en deux façons. Norbert est donc le dernier à être qualifié pour la demi-finale et c'est Noémie qui est éliminée, non sans être félicitée par les chefs par son parcours, alors qu'elle n'a que 22 ans,.

### Épisode 10 - Demi-finale
Cet épisode est diffusé pour la première fois le lundi 2 avril 2012.
L'épisode 10 est la demi-finale qui met aux prises les quatre candidats restants du concours : Tabata, Cyrille, Norbert et Jean. Trois épreuves leur seront soumises, chacune permettant à l'un d'entre eux de se qualifier pour la finale. Pour se qualifier à l'issue d'une épreuve, un candidat doit faire l'unanimité du jury.

#### 1reépreuve:le plat imposé parPhilippe Etchebest
Les quatre candidats sont rejoints dans les vestiaires de Top Chef par Stéphane Rotenberg, Cyril Lignac et le chef deux étoiles et Meilleur ouvrier de France 2000 Philippe Etchebest.
La première épreuve consiste à réaliser en deux heures un plat imposé par Philippe Etchebest : un carré de veau de lait rôti en croûte de pain de mie en damier, farci avec une duxelles de champignons en farce fine, laitue braisée, pommes soufflées et un jus de veau tranché. Les candidats sont attendus sur ce qui caractérise le concours de meilleur ouvrier de France : de la technique, de la rigueur, de la précision au niveau des cuissons et du goût. Philippe Etchebest demande aux candidats à veiller à ce qu'il n'y ait pas de pertes et rien dans les poubelles. Il regardera les candidats travailler et celui dont l'attitude aura été la moins bonne sera éliminé avant la dégustation.
Les candidats débutent l'épreuve en prenant au garde-manger les ingrédients figurant sur la recette qui leur a été donnée. Puis, pendant l'épreuve, ils sont surveillés par Philippe Etchebest qui les recadre régulièrement sur des points techniques. Les candidats sont mis sous pression. A cinq minutes de la fin de l'épreuve, alors que les candidats réalisent les pommes soufflées, Philippe Etchebest annonce que le candidat qui est disqualifié est Norbert, en retard sur ses préparations et qui n'a pas écouté toutes les consignes du chef. Norbert quitte la cuisine. A la fin du temps imparti, aucun candidat n'a réussi à faire les pommes soufflées.
Les assiettes des trois candidats restants sont dégustées séparément par Cyril Lignac et Philippe Etchebest. Les candidats reviennent en cuisine pour prendre connaissance du verdict par un double tirage de couteaux. Le premier couteau indique le vote de Cyril Lignac et c'est Tabata qui tire une lame verte, synonyme de vote favorable. Tabata tire le second couteau mais découvre une lame acier, témoignant qu'elle n'a pas eu le vote de Philippe Etchebest (reçu par Jean).
Aucun des candidats n'est donc qualifié à la fin de cette épreuve pour la finale.

#### 2eépreuve:le plat signature deStéphanie Le Quellec
Les candidats prennent un train pour la Provence et arrivent dans un hôtel cinq étoiles où travaille Stéphanie Le Quellec, gagnante de la saison précédente de Top Chef. Les candidats passent un moment de détente dans l'hôtel puis dînent au restaurant où ils découvrent en entrée le plat signature de Le Quellec : les rougets de roche, cuisinés à l'huile d'olive, accompagnés de gnocchis et d'une vichyssoise de poireaux, servie juste crémée et relevée de poutargue.
Le lendemain à 6 heures du matin, Stéphanie Le Quellec réveille les candidats et leur demande de venir en cuisines pour une épreuve où ils devront convaincre à la fois elle-même et les quatre chefs : Ghislaine Arabian, Christian Constant Jean-François Piège et Thierry Marx. Ils auront 1h30 pour réinterpréter sous forme de plat l'entrée-signature dégustée la veille, en y mettant leur propre personnalité. Afin de corser l'épreuve, les quatre chefs leur soumettent chacun un défi autour de produits de la gastronomie française, chaque défi perdu leur faisant perdre quinze minutes sur l'épreuve du plat-signature.
- Les candidats commencent par le défi de Thierry Marx où ils doivent reconnaître visuellement 6 variétés de pommes sur 10 (Golden, Granny Smith, Royal gala, Fuji, Clochard, Chantecler, Canada grise, Pink Lady, Jazz, patte de loup). Cyrille et Tabata (5 bonnes réponses) et Norbert (3) sont pénalisés de quinze minutes. Jean fait 6 bonnes réponses et n'est pas pénalisé
- Les candidats sont ensuite testés par Ghislaine Arabian sur leur connaissance des spécialités régionales : ils doivent retrouver la région d'origine d'au moins huit parmi dix spécialités (Pastis, tarte Tatin, Nougat, biscuits roses, socca, pets de nonnes, taloa, quernons d'ardoise, paris-brest, calissons). Jean et Tabata ont 8 bonnes réponses, tandis que Norbert (6) et Cyrille (3) perdent quinze nouvelles minutes.
- Christian Constant teste les candidats sur les abats, que les candidats doivent goûter les yeux bandés, afin d'en reconnaître au moins quatre sur les six présentés (tripes, rognons, pied de cochon, cervelle, crêtes de coq, langue). Tabata, Norbert et Jean reconnaissent quatre produits, mais Cyrille qui n'en reconnaît que deux, perd quinze nouvelles minutes.
- Le défi de Jean-François Piège porte sur les tomates : les candidats doivent reconnaître sans faute les dix variétés qui leur sont présentées (tomate cerise, cœur de pigeon, grappe, ronde, zébrée, Roma, Marmande, Noire de Crimée, oblongue, cœur de bœuf). Jean est le seul à faire un sans-faute. Tabata et Norbert n'ont que huit bonnes réponses et Cyrille sept. Ces candidats prennent une nouvelle pénalité de quinze minutes.

Au terme de ces défis, Jean dispose toujours d'une heure trente pour réaliser l'épreuve de Stéphanie Le Quellec. Tabata ne dispose que d'une heure, Norbert de 45 minutes et Cyrille, qui n'a réussi aucun défi, seulement de trente minutes. Jean démarre l'épreuve seul sous les yeux des autres candidats, et prépare des filets de rougets, émulsion de fenouil, pommes de terre ratte et fricassée de céleri. Quand il ne reste qu'une heure au chrono, Tabata entre à son tour au garde-manger et lance des filets de rougets, pure légère, râpée de poutargue, carottes confites à la marjolaine. Quinze minutes après, Norbert entre à son tour en cuisine et démarre sa recette de filets de rougets, feuilles de pommes de terre braisées, tomates snackées, poutargue. Enfin, à trente minutes de la fin, Cyrille rejoint ses trois adversaires et déballe ses couteaux puis part sur une recette très simple de rougets cuits entiers (faute d'avoir le temps de lever les filets), beurre de carotte, fenouil poêlé, céleri branche cru, citron en brunoise.
Les plats sont dégustés par Stéphanie le Quellec d{{'}}une part et les quatre chefs d'autre part. Le plat de Jean plaît visuellement mais ne convainc que partiellement niveau goût. Dans l''assiette de Tabata, le rouget est trop cuit et le plat manque de personnalité. L'assiette de Norbert est peu esthétique mais intéressante sur le plan des saveurs. Enfin dans le plat de Cyrille, la cuisson du rouget est belle mais la garniture plaît beaucoup moins.
Les candidats prennent connaissance du verdict par un double tirage de couteaux. Sur le premier couteau, correspondant au vote de Stéphanie Le Quellec, c'est Norbert qui tire une lame verte. Stéphanie Le Quellec commente en disant qu'elle avait hésité avec le plat de Jean dans lequel elle avait regretté l'absence de sauce. Le second couteau tiré par Norbert n'est pas vert, les chefs ayant donné leur vote à Cyrille. Aucun candidat n'est donc qualifié en finale sur cette épreuve.

#### 3eépreuve:le buffet apéritif à bord d'un yacht
Les candidats sont accueillis à Cannes et montent à bord du yacht Grenadine III naviguant dans la baie. Ils sont accueillis à bord par Stéphane Rotenberg et Anna et Robert, locataires du bateau. Ceux-ci présentent un buffet dressé sur le pont et se disent déçus par son aspect qu'ils jugent trop rustique. Les candidats doivent réaliser quatre bouchées gastronomiques à partir des quatre buffets disponibles : un buffet de fromages, un buffet de charcuteries, un buffet de fruits de la mer et un buffet de desserts. Les candidats disposent de quinze minutes par buffet avec du matériel rudimentaire et, à chaque sonnerie de la sirène, ils doivent changer de buffet.
Jean commence par le buffet de fruits de mer, tandis que Tabata débute sur le buffet de desserts, sous un vent fort. Pendant ce temps Norbert est aux charcuteries et Cyrille aux fromages. Quand la sirène retentit, les candidats tournent. Jean succède à Norbert aux charcuteries et le vent fait s'envoler son persil. Norbert passe sur le buffet de fromage, Tabata aux fruits de met et Cyrille aux desserts. Quand les candidats changent encore de place, ils trouvent des buffets déjà bien entamés par les candidats précédents et prennent ce qu'il reste sur la dernière rotation.
| Candidat | Bouchée campagnarde (charcuterie)                   | Bouchée aux fruits de mer                                    | Bouchée au fromage                                                     | Dessert                                       |
| -------- | --------------------------------------------------- | ------------------------------------------------------------ | ---------------------------------------------------------------------- | --------------------------------------------- |
| Tabata   | Toast de magret de canard à la moutarde             | Blinis, tourteau-mayonnaise et langoustine marinée au citron | Brie farci aux fruits secs                                             | Crème au citron, fruits rouges                |
| Cyrille  | Tartine de charcuterie et roulé de jambon-rillettes | Tourteau sauce cocktail, bulot crème aux herbes              | Bleu d'Auvergne, brunoise de poire et confiture de figues              | Crumble framboise, vanille et noix de coco    |
| Norbert  | Salade, jambon fumé et dés de volaille au raifort   | Huître à la menthe, crevette et surimi                       | Duo de chèvre et bleu d'Auvergne, fraise, datte et confiture de figues | Crumble mangue-passion                        |
| Jean     | Maki de jambon et salade César, toast de radis      | Tartare de langoustines, ananas                              | Déclinaison de fromages sur confiture de cerises                       | Crème de citron, salade de fruits et meringue |

Les bouchées sont dégustées par le couple de milliardaires sur le yacht devant chaque candidat et à part par les quatre chefs au sol.
Le verdict est annoncé par un double tirage de couteaux sur une jetée. Tabata tire la lame verte du couple mais n'a pas le vote des chefs, donné à Jean. Jean-François Piège félicite Norbert pour son accord huître-menthe. Là encore, aucun candidat n'est qualifié pour la finale.

#### Dernière chance
Les quatre candidats doivent donc se départager dans l'épreuve de la Dernière chance. Ils ont une heure pour travailler le canard. Jean réalise un canard rôti en bateau, légumes de saisons dans un caramel de betterave et cuisse confite. Il mise sur un jus épicé. Tabata décide de changer de style et de faire un plat classique gourmand, avec un canard rôti au kumquat, des légumes mijotés et de la crème de panais. Norbert est à sa sixième dernière chance. Trouvant que les canards sont petits, il décide de ne pas cuire la viande sur l'os. Il lance une poitrine de canard fumée, toast de butternut et quenelle d'abats, avec des girolles et une sauce à l'orange. Cyrille tente un sucré-salé subtil avec un canard en deux cuissons, sauce chocolat et quinoa aux fruits secs avec de la mangue. Les trois garçons dressent leurs plats dans des assiettes rectangulaires et Tabata est la seule à dresser dans une assiette ronde.
Les chefs dégustent les plats à l'aveugle. Ils commencent par la Poitrine de canard fumée, réduction d'agrumes au piment d'Espelette (Norbert) qui les laisse mitigés mais où ils reconnaissent beaucoup de travail. Le plat suivant est Canard rôti au kumquat et légumes mijotés (Tabata) où ils trouvent beaucoup de bonnes idées mais ne sont pas enthousiasmés. Suit Tout autour de l'automne, le canard en deux cuissons et quinoa aux fruits secs (Cyrille) qui les laisse enthousiastes au visuel mais un peu réservés sur les cuissons et les assaisonnements. Le dernier plat, Canard rôti, légumes à la betterave et cuisse au potiron (Jean) est trouvé joli visuellement, avec des cuissons justes et une garniture très bonne, « un grand plat », sans doute le meilleur de la saison.
Les candidats reviennent en cuisine face aux quatre chefs attablés. Thierry Marx annonce qu'un plat était « parfait » et annonce le nom du plat de Jean, qui est donc le premier qualifié pour la finale. Stéphane Rotenberg annonce qu'un deuxième plat a reçu des compliments et Christian Constant énonce le nom du plat de Cyrille, second qualifié. Christian Constant annonce que le plat non retenu est le Canard rôti au kumquat et légumes mijotés qui est le plat de Tabata. Norbert est le troisième qualifié pour la finale et Tabata quitte le concours,.

### Épisode 11 - Finale
Cet épisode est diffusé pour la première fois le lundi 9 avril 2012.
Il s'agit de la finale de la saison 3. Elle met aux prises les trois derniers candidats de la saison : Norbert, Jean et Cyrille.

#### 1reépreuve:l'Orient-Express
Les candidats arrivent Gare d'Austerlitz à Paris pour prendre l'Orient-Express. Ils sont attendus sur le quai par Stéphane Rotenberg et visitent la voiture-restaurant où ils sont accueillis par le chef Christian Bodiguel. Ils auront 2h30 pour réaliser un menu imposé, à bord du train en marche, dans un espace confiné et avec de nombreuses secousses les obligeant à adapter leur façon de travailler. Ils devront se procurer les ingrédients au garde-manger en moins de dix minutes avant de monter à bord du train. 
| Candidat | L'entrée : homard, foie gras et ris de veau                                        | Le plat : filet de bœuf et jardinière de légumes                        | Le dessert : crumble aux poires                                           |
| -------- | ---------------------------------------------------------------------------------- | ----------------------------------------------------------------------- | ------------------------------------------------------------------------- |
| Norbert  | Tartare de homard, ris de veau glacé, foie gras poêlé et céleri-pomme Granny Smith | Filet de bœuf poêlé et légumes piqués sur écrasée de pommes de terre    | Crumble aux pommes et poires fondantes, estragon et sauce à la pistache   |
| Cyrille  | Tarte fine de homard et de ris de veau sur lit de crème de foie gras et pomme      | Filet de bœuf en deux cuissons, légumes crus et cuits, jus à l'estragon | Poire pochée farcie avec une compotée de poires, caramel et crumble piqué |
| Jean     | Homard poêlé, ris de veau à la sauce américaine et feuilleté champignons-foie gras | Filet de bœuf poêlé, légumes crus et cuits, sauce au vin rouge          | Crumble aux pommes caramélisées, cumin, menthe et zestes de citron vert   |

Les plats sont dégustés à l'aveugle par Christian Constant Jean-François Piège, Ghislaine Arabian et Thierry Marx. Dans le premier menu (celui de Norbert), les chefs ne sont pas convaincus par l'entrée, trouvent le plat agréable et le dessert bon. Le second menu (Cyrille) séduits quelques chefs sur l'entrée et les déçoit sur le plat. Le dernier menu (Jean) séduit les chefs sur l'entrée et le plat mais les décontenance sur le dessert.
Les candidats prennent connaissance du verdict séparément par un tirage de couteau dans la cuisine de Top Chef. Avant de tirer le couteau, chaque candidat, debout devant l'étui à couteau, échange sur son parcours avec les quatre chefs attablés.
Chaque candidat est ensuite invité à tirer son couteau. Jean tire une lame acier et découvre qu'il est qualifié pour l'ultime face à face. Il explose de joie. C'est ensuite Cyrille qui tire également une lame acier et est ému. A son tour, tirant une lame orange, Norbert est éliminé.

#### 2eépreuve:l'ultime face à face auTrianon Palace
Le face-à-face final a lieu au Trianon Palace. Les deux finalistes Jean et Cyrille doivent réaliser un menu gastronomique pour cent sept convives dont les cinq chefs (Cyril Lignac, Christian Constant Jean-François Piège, Ghislaine Arabian et Thierry Marx) et cent deux convives dont cent donateurs de l'organisation humanitaire Action contre la faim, l'animateur Bernard de La Villardière et, François Danel, directeur général d'Action contre la faim..
Pour cela, les candidats se constituent une brigade en piochant à tour de rôle des commis parmi huit candidats éliminés du concours, présents et vêtus d'une veste de cuisine Top Chef noire. Jean, qui a gagné le tirage au sort choisit en premier Tabata puis, en alternance avec les choix de Cyrille, appelle Denny, Norbert et Ruben. Cyrille appelle dans l'ordre Noémie, Carl, Gérald et Julien.
Les candidats ont ensuite dix heures pour cuisiner leur menu. Pendant l'épreuve on voit quelques autres commis aider les équipes, vêtus comme les anciens candidats.
Cyrille se lance dans un menu plutôt classique tandis que Jean prend le contre-pied et mise sur un menu plus osé et personnel.
Dans l'équipe de Cyrille, Noémie est placée sur le dessert qui est une pâtisserie. Elle propose de réaliser en plus des sablés avec les restes des ingrédients.
Dans l'équipe de Jean, Norbert et Denny sont placés sur la préparation des macaronis qu'ils doivent farcir avec une crème de truffe. Mais celle-ci étant trop liquide, ils proposent à Jean de plutôt glacer les macaronis avec la crème. Vingt minutes avant la fin de l'épreuve, Denny bouscule Jean pendant que ce dernier travaille au couteau. Jean s'entaille fortement le pouce ce qui provoque l'intervention du médecin au moment où commence le dressage des entrées.
| Menu    | Cyrille                                                                          | Jean                                                                                |
| ------- | -------------------------------------------------------------------------------- | ----------------------------------------------------------------------------------- |
| Entrée  | Tarte fine de Saint-Jacques et foie gras, Granny Smith, mangues, passion         | Homard breton, légumes croquants, fleurs de pensée                                  |
| Plat    | « Autour de la truffe noire et des choux », le poulet de Bresse en deux cuissons | Veau de lait rôti, macaroni aux champignons glacés à la crème de truffe et parmesan |
| Dessert | Rocher coulant Manjari 1er cru de Madagascar et framboises coulantes             | Ananas-mangue-citron vert, crème vanille Bourbon                                    |

Les chefs dégustent à l'aveugle les menus « A » (Jean) et « B » (Cyrille).
La dégustation des entrées par les cinq chefs est suivie sur écran par Julien et Norbert. L'entrée de Jean est jugée bonne, mais Jean-François Piège désapprouve le fait de ne pas servir le homard en entier et Thierry Marx trouve que c'est sans risque. Les chefs préfèrent l'entrée de Cyrille dans laquelle ils trouvent plus d'audace et de découverte, malgré de petites imperfections.
La dégustation des plats est suivie par Tabata et Noémie. Les chefs trouvent que le plat de Jean manque d'élégance mais qu'il est très bon au goût. Le plat de Cyrille est jugé élégant mais les chefs trouvent la volaille pochée trop froide et la garniture sans imagination.
Les deux équipes au complet suivent la dégustation des desserts. Les chefs trouvent le dessert de Jean bon, léger, frais, pas trop sucré. Ils trouvent que le dessert de Cyrille est également très beau, plus technique et montre beaucoup plus de travail.
À l'issue du repas, chaque convive doit répartir entre les menus des candidats les 100 euros à dépenser pour le dîner. Les quatre chefs penchent tous en faveur du même menu : Thierry Marx et Jean-François Piège donnent 70 euros au menu de Jean et 30 euros à celui de Cyrille. Christian Constant et Ghislaine Arabian donnent 80 euros au menu de Jean et 20 à celui de Cyrille. Cyril Lignac donne 60 euros au menu de Jean et 40 à celui Cyrille. En tout, le menu de Jean récolte donc 360 euros des chefs contre 140 euros pour celui de Cyrille.

#### Le verdict final
Quatre mois plus tard, le verdict des cent deux autres convives est donné à son tour. Thierry Marx et Ghislaine Arabian viennent rendre visite à Cyrille dans son restaurant à Saint-Jean-en-Val. Jean-François Piège et Christian Constant vont dans le restaurant parisien de Jean où travaille également Juan.
Avant de prendre connaissance du verdict par un ultime tirage de couteaux, les deux finalistes découvrent la répartition des votes lors de la finale : l'un des candidats a obtenu 6698 € (62,6% des 10 700 €) et l'autre 4002 €.
Au tirage, c'est Jean qui découvre une lame acier. Il remporte la finale face à Cyrille ainsi que le prix de 100.000 euros,,,.

## Audiences
| Épisode | Jour et horaire de diffusion                 | Téléspectateurs | Parts de marché (sur les 4 ans et plus) | Référence |
| ------- | -------------------------------------------- | --------------- | --------------------------------------- | --------- |
| 1       | Lundi 30 janvier 2012 20:50-23:40            | 3 427 000       | 15,6 %                                  | [ 65 ]    |
| 2       | Lundi 6 février 2012 20:50-23:40             | 3 301 000       | 15 %                                    | [ 66 ]    |
| 3       | Lundi 13 février 2012 20:50-23:50            | 3 323 000       | 14,7 %                                  | [ 67 ]    |
| 4       | Lundi 20 février 2012 20:50-23:40            | 4 206 000       | 19 %                                    | [ 68 ]    |
| 5       | Lundi 27 février 2012 20:50-23:50            | 4 419 000       | 20,1 %                                  | [ 69 ]    |
| 6       | Lundi 5 mars 2012 20:50-23:50                | 4 602 000       | 20,2 %                                  | [ 70 ]    |
| 7       | Lundi 12 mars 2012 20:50-23:50               | 3 793 000       | 17,9 %                                  | [ 71 ]    |
| 8       | Lundi 19 mars 2012 20:50-23:50               | 3 859 000       | 18,2 %                                  | [ 72 ]    |
| 9       | Lundi 26 mars 2012 20:50-23:50               | 4 166 000       | 19,4 %                                  | [ 73 ]    |
| 10      | Lundi 2 avril 2012 (Demi-finale) 20:50-23:50 | 4 113 000       | 19,5 %                                  | [ 74 ]    |
| 11      | Lundi 9 avril 2012 (Finale) 20:50-23:50      | 5 335 000       | 23 %                                    | [ 75 ]    |

| Légende : Saison 3 |